# Futurama
Futurama ist eine Science-Fiction-Zeichentrickserie von Matt Groening und David X. Cohen, die zu Beginn des 31. Jahrhunderts spielt und von Alltag und Abenteuern der befreundeten Mitarbeiter des interstellaren Lieferunternehmens Planet Express mit Sitz in Neu New York erzählt.
Die erste Folge wurde von dem US-amerikanischen Fernsehsender Fox am 28. März 1999 ausgestrahlt, die erste Folge der deutschen Synchronfassung am 4. September 2000 von ProSieben. 2003 wurde die Serie abgesetzt. Nachdem Wiederholungen gute Einschaltquoten erzielten, erlebte sie 2007 ein Comeback in Form von vier Direct-to-Video-Produktionen in Spielfilmlänge. Aufgeteilt in jeweils vier Episoden wurden diese ab 2008 als neue Staffel bei Comedy Central ausgestrahlt. Mit der Ausstrahlung von zwei weiteren Staffeln begann der Sender im Juni 2010, danach wurde die Serie erneut eingestellt. 2022 kündigte der Streaminganbieter Hulu an, eine weitere 20 Folgen umfassende Staffel zu produzieren, die im Juli 2023 auf Hulu bzw. auf Disney+ veröffentlicht wurde. Im November 2023 wurden 20 weitere Folgen von Hulu bestellt.
Kritiker lobten das Werk vor allem wegen seines Humors. Es wurde unter anderem mit sechs Emmy- und sieben Annie-Awards ausgezeichnet.

## Inhalt

Logo des fiktiven Transportunternehmens Planet Express, bei dem die Hauptfiguren arbeiten

Die Handlung der Serie beginnt Silvester 1999, als der New Yorker Pizzabote Philip J. Fry um Mitternacht – scheinbar versehentlich – in einen kryostatischen Tiefschlaf versetzt wird, aus dem er eintausend Jahre später Silvester 2999 wieder erwacht. Bei Planet Express, einem interplanetaren Lieferdienst, der von seinem entfernten Nachfahren Professor Farnsworth geleitet wird, nimmt er eine Anstellung an. In seinen Mitarbeitern findet er Freunde. Die nachfolgenden Episoden stürzen die Kollegen in skurrile Abenteuer, die etwa durch Lieferaufträge zu entfernten Planeten oder Erfindungen des Professors ausgelöst werden. Dabei werden Themen junger Erwachsener behandelt, die sich eher über ihre Arbeit und ihr soziales Netzwerk als über eine Familie definieren: Erwerbstätigkeit, Freundschaft, Liebe, Sex.
Die einzelnen Folgen sind in sich geschlossen und kehren an ihrem Ende im Wesentlichen zur Ausgangssituation zurück. Gleichzeitig bauen sie aufeinander auf, und die Charaktere entwickeln sich im Laufe der Serie weiter. Soweit dagegen Details für die Serie nebensächlich bleiben, werden Anschlussfehler in Kauf genommen, um Themen der Gegenwart und Klischees des Science-Fiction-Genres zu persiflieren.

### Figuren
Die Belegschaft von Planet Express stellt die Hauptfiguren von Futurama: eine kleine Gruppe von Individualisten, die sich nicht in die Gleichförmigkeit ihrer Zukunftsgesellschaft einfügen. Das zentrale Trio, bestehend aus Fry, Leela und dem Roboter Bender, taucht in jeder Episode auf, wenngleich der Fokus einzelner Geschichten bisweilen auch auf einer der anderen Haupt- oder Nebenfiguren liegt.
 Philip J. Fry 
Protagonist der Serie ist der Mittzwanziger Philip J. Fry, der bei seinem Nachnamen gerufen wird. Der Antiheld wird als unreif, einfältig, faul und antriebslos charakterisiert, ein Couch-Potato und College-Abbrecher ohne besondere Begabungen oder Ambitionen. Mit seinem Leben am Ende des 20. Jahrhunderts war Fry, der als Pizzabote jobbte, unzufrieden; tausend Jahre später gilt er zwar noch immer als Versager, sein neues Leben als Lieferjunge bei Planet Express gefällt ihm aber besser. Seine lange Zeit unerwiderte Liebe gilt seiner Kollegin Leela.
 Turanga Leela 
Leela ist die kompetente und verantwortungsvolle, bisweilen aber ihre Aggressionen nicht unter Kontrolle habende Pilotin des Lieferraumschiffs von Planet Express. Sie ist in Frys Alter und trotz ihres sexy Äußeren frustrierter Single. Kurz nach der Geburt von ihren Eltern ausgesetzt, wuchs die einäugige Leela in einem Waisenhaus in dem Glauben auf, eine Außerirdische unbekannter Herkunft zu sein, möglicherweise die Letzte ihrer Art. Erst im Laufe der Serie erfährt sie, dass sie ein Kind menschlicher Mutanten ist. Dank ausgereifter Kampfsport-Fähigkeiten besiegt sie ihre Gegner in körperlichen Auseinandersetzungen regelmäßig.
 Bender Bending Rodriguez 
Frys bester Freund und Mitbewohner ist Bender, ein humanoider Roboter. Ursprünglich zum Biegen von Stahlträgern gebaut, führt er ein egozentrisches und nach menschlichen Maßstäben lasterhaftes Leben: Er flucht, trinkt, raucht Zigarren, ist faul, mag das Glücksspiel, konsumiert Roboter-Pornografie, besucht Roboter-Prostituierte, bestiehlt sogar seine Freunde regelmäßig und wünscht sich nicht selten, die gesamte Menschheit zu töten.
 Professor Hubert J. Farnsworth 
Der einzige noch lebende Verwandte von Fry ist der 160-jährige Professor Farnsworth, Gründer und Chef von Planet Express. Zugleich lehrt der schrullige, zerstreute Wissenschaftler als Physik-Professor an der Mars-Universität. Er hat keine Skrupel, seine Mannschaft immer wieder auf lebensgefährliche Missionen zu schicken. Trotz seiner fortgeschrittenen Demenz gelingt ihm immer wieder die Erfindung neuer Gerätschaften. Neben seiner immer wieder auftretenden geistigen Schwäche leidet er auch an diversen anderen Altersgebrechen wie Inkontinenz, seniler Bettflucht und starker Kurzsichtigkeit, weshalb er eine extrem starke Brille tragen muss. Er hat einen dreizehnjährigen Klon-Sohn, Cubert Farnsworth.
 Hermes Conrad 
Hermes erledigt die Verwaltung und Buchhaltung bei Planet Express. Stets bemüht, die Produktivität des Unternehmens zu steigern, ermahnt er seine Kollegen regelmäßig, sich bei der Arbeit mehr zu bemühen. Der Jamaikaner ist ein gewissenhafter und akribischer Bürokrat aus Überzeugung, aber auch treuer Familienmensch und früherer Olympiateilnehmer in der Disziplin Limbo. Seine Frau LaBarbara ist ungleich attraktiver. Ihr gemeinsamer Sohn Dwight ist etwa im selben Alter wie der Klon des Professors, Cubert. Beide sind eng befreundet und besuchen gemeinsam ein Internat.
 Dr. John Zoidberg
Dr. Zoidberg ist ein menschengroßer, krabbenartiger Außerirdischer. Obwohl er kaum etwas über die menschliche Anatomie weiß, arbeitet er als Belegschaftsarzt bei Planet Express und es gelingen ihm mitunter erstaunlich komplexe Eingriffe. Trotz dieses Berufs lebt er in Armut und sucht verzweifelt nach Freundschaft und Anerkennung. Wie sich in einer Folge herausstellt, ist Zoidberg nicht einmal Mediziner, sondern hat seinen Doktortitel in Kunstgeschichte erworben. Er und der Professor sind schon lange befreundet.
 Amy Wong 
Amy, die jüngste der Hauptfiguren, studierte zunächst Ingenieurwesen an der Mars-Universität und ist Praktikantin bei Planet Express. Sie ist zwar oberflächlich, tollpatschig und gelegentlich naiv, gilt aber wegen ihres niedlich-hübschen Aussehens als besonders attraktiv. Andererseits stellt sie auch immer wieder ihr Wissen, Integrität und bisweilen auch Tiefgang unter Beweis. Das verwöhnte Einzelkind äußerst reicher Eltern chinesischer Abstammung geht gerne aus und flirtet gern. Sie spricht dementsprechend auch Chinesisch und verfällt vor allem beim Fluchen ab und an in ihre Muttersprache. Des Weiteren beherrscht sie Marsianisch. Die Eltern, denen eine Hälfte des Planeten Mars gehört, haben keinen größeren Wunsch, als dass ihnen ihre Tochter endlich Enkelkinder schenkt. Dabei ist ihnen letztlich egal, wer der Vater ist, sie versuchen indes dennoch, Amy immer wieder mit Männern zu verkuppeln. Im Laufe der Serie beginnt sie eine romantische Beziehung zu Kif Kroker und erlangt ihren Doktortitel.
 Weitere Figuren 
Außerdem gehört eine Reihe wiederkehrender Nebenfiguren zum Ensemble der Serie. Zu den wichtigsten, die bisweilen zu den zentralen Figuren einzelner Episoden avancieren, zählen der Raumschiffflotten-Kapitän Zapp Brannigan, sein außerirdischer Erster Offizier Kif Kroker, Leelas vermeintliches Haustier Nibbler, die Monopolistin Mom und deren drei minderbemittelte Söhne oder auch der Roboterteufel und der Schauspiel-Roboter Calculon. Auch Figuren, die für die Handlung ohne Bedeutung bleiben, tauchen in unregelmäßigen Abständen auf, beispielsweise der Arbeiter Sal und der Planet-Express-Hausmeister Scruffy. Hinter der hohen Figurendichte steht die Absicht, den treuen Zuschauer für seine Aufmerksamkeit zu belohnen.
Fester Bestandteil von Futurama ist die Idee, dass es künftig möglich sein wird, menschliche Köpfe in übergroßen Einmachgläsern am Leben zu halten. Dadurch können Prominente der Gegenwart und historische Persönlichkeiten in die Serie eingebaut werden, entweder in Form eines Gastauftritts oder einer Parodie. Größere Gastauftritte als Köpfe in Einmachgläsern haben unter anderem die Beastie Boys, Stephen W. Hawking, Beck, Lucy Liu, Al Gore, Conan O’Brien und die Brückencrew aus der Science-Fiction-Serie Raumschiff Enterprise (William Shatner, Leonard Nimoy, Nichelle Nichols, Walter Koenig und George Takei). Dagegen wird der ehemalige US-Präsident Richard Nixon bei zahlreichen Auftritten mit grundsätzlich unsympathischer Färbung parodiert.

### Schauplatz

#### Neu New York
Futurama ist zu Beginn des 31. Jahrhunderts angesiedelt, einer Zeit voller technologischer Wunder. Den Hauptschauplatz der Serie bildet das futuristische Neu New York, wo Planet Express seinen Sitz hat. Die Metropole wurde über dem zerstörten New York erbaut. Dessen Ruinen liegen, nun als „altes New York“ bezeichnet, wie in einer Katakombe im Abwassersystem der neuen Stadt und dienen einer Gruppe von der Oberfläche verbannter Mutanten als Wohnstätte. Neu New York ist eine Stadt der Extreme, voller Kriminalität, Armut und Prostitution, und ein Schmelztiegel der Kulturen. Viele Orte in der Stadt stellen eine Referenz zu Orten des gegenwärtigen New York dar, präsentieren sich aber als deren Weiterentwicklung – so tritt beispielsweise anstelle des Madison Square Garden der Madison Cube Garden. Das Automobil wurde vom schwebenden Hovercar abgelöst und die herkömmlichen öffentlichen Verkehrsmittel durch ein System aus Röhren ersetzt, das die Passagiere rohrpostartig ansaugt und zum Zielort transportiert.

#### Gesellschaft und Kultur
Futurama führt die Zukunft einer kapitalistischen Gesellschaft vor. Entgegen anderen Science-Fiction-Werken lässt sich die Serie dabei nicht in die Kategorien Utopie oder Dystopie einteilen; die Zukunft dient hier vielmehr als Kulisse für eine übertreibende Darstellung der heutigen Gesellschaft. Deren Probleme dauern fort (wie die Spaltung in Arm und Reich) oder haben sich verschlimmert (beispielsweise Monopolismus, Drogenmissbrauch, Bürokratismus und Korruption, Organhandel). Im Kontrast zum heute verbreiteten Glauben an den self-made man und dessen Fähigkeit, sein Schicksal in die eigene Hand zu nehmen, wurde Futuramas Gesellschaftsbild nach deterministischen Grundsätzen entworfen. Berufe werden vom Staat nach Befähigung zugewiesen, einen Karrierewechsel sieht das System nicht vor. Selbstmordzellen bieten gegen eine kleine Gebühr je nach Wunsch eine schnelle, schmerzlose oder eine langsame, qualvolle Möglichkeit zum Suizid. Das Alltagsleben wird durch eine Unzahl kleiner Erfindungen erleichtert. Roboter mit einem Selbstbewusstsein sind ein gängiger Anblick. Sie erledigen einen Großteil der körperlichen Arbeit, ihr Alkoholantrieb ist die Hauptursache der globalen Erwärmung.

Die Flagge der Erde Old Freebie, ähnlich der Flagge der Vereinigten Staaten, allerdings wurden die Sterne durch ein Abbild der Erde ersetzt

Variante mit der Weltkugel in der Mitte

In Futurama ist die Erde vollständig globalisiert, das gesamte Universum erforscht und die Weltbevölkerung in eine multikulturelle, interplanetare Gesellschaft eingegliedert. Die Menschheit hat verschiedene Planeten terraformt und kolonialisiert und beispielsweise 2636 auf dem Mars eine Universität gegründet. Politisch ist die gesamte Erdbevölkerung unter einer Weltregierung vereint, die stark US-amerikanisch geprägt ist. Beispielsweise weicht die Flagge der Erde Old Freebie von der Flagge der Vereinigten Staaten allein dadurch ab, dass sie einen Globus anstelle der Sterne zeigt. Die Hauptstadt der Erde ist Washington, D.C., ihr Präsident ab der zweiten Staffel Richard Nixons Kopf. Roboter haben sowohl aktives als auch passives Wahlrecht. Die Erde ist Mitglied im Demokratischen Orden der Planeten, kurz: DOOP (Democratic Order of Planets), einer interstellaren Organisation, die in der Serie mit der UNO und zugleich mit der Föderation aus dem Star-Trek-Universum verglichen wird.
In Futurama wird die Gesellschaft von kommerziellen Interessen bestimmt. Schier unendlich scheinen die wirtschaftliche Machtstellung und der Reichtum von Mom. Sie dominiert mehrere Märkte, unter anderem hat sie ein Quasi-Monopol auf die Herstellung von Robotern. Dagegen wird der Markt für Erfrischungsgetränke beherrscht von Slurm, einer Anspielung auf Coca-Cola. Der Softdrink wird in der Serie unter anderem damit beworben, dass er in höchstem Maße süchtig macht. Auch viele andere Marken erinnern an real existierende, beispielsweise wurde das Magazin National Geographic zum Pornoheftchen National Pornographic reduziert. Werbung ist allgegenwärtig: Reklametafeln bestimmen das Straßenbild, Werbung erscheint in Fernsehspots und wird sogar in die Träume der Menschen gesendet.
Religion ist immer noch ein bedeutendes gesellschaftliches Thema, obwohl die heute großen Glaubensrichtungen in der jetzigen Form nicht mehr existieren. Aus einer Fusion der Weltreligionen ging die First Amalgamated Church (zu Deutsch etwa: Erste Vereinigte Kirche) hervor, an deren Spitze ein außerirdischer Weltraumpapst steht. Voodoo ist eine anerkannte Religion. Zur Vielzahl der neuen Glaubensgemeinschaften gehören Oprahism (wohl nach Oprah Winfrey), die Roboter-Religion Robotology, die einen Roboter-Teufel und eine Roboter-Hölle kennt, und die verbannte Religion der Star-Trek-Fangemeinde.
Das Fernsehen erfüllt wie heute die Funktion eines primären Massenmediums. Zu den beliebtesten Sendungen zählen die Roboter-Seifenoper Alle meine Schaltkreise und die Kochsendung des Starkochs Elzar vom Neptun. Die höchsten Einschaltquoten erreicht die Show der Hypnose-Kröte, die die Zuschauer hypnotisiert, damit sie Gefallen an ihrer sonst ereignislosen Sendung finden. Das Internet kann sowohl auf Bildschirmen dargestellt als auch als virtuelle Realität – ähnlich wie Tron oder die Matrix – betreten werden. Es ist langsam und besteht hauptsächlich aus pornografischen Angeboten, Chaträumen und Pop-up-Werbung.

#### Schriften und Sprachen

Ein außerirdisches Alphabet und die entsprechenden Lateinischen Buchstaben

In verschiedenen Teilen der Welt werden weiterhin verschiedene Sprachen gesprochen. Französisch allerdings wurde zur toten Sprache. In der französischen Synchronfassung der Serie übernimmt die deutsche Sprache diese Rolle.
Für die Serie wurden zwei verschiedene Alphabete entwickelt, um außerirdische Schrift darzustellen. Diese finden häufig im Hintergrund als Graffiti, auf Werbetafeln oder Hinweisschildern Verwendung. Beide lassen sich direkt ins Englische umwandeln. Beim häufiger verwendeten handelt es sich um eine monoalphabetische Substitution des lateinischen Alphabets; diese wird in der Serie einfach als „Außerirdisch“ bezeichnet. Hinter den außerirdischen Texten verbirgt sich oft makaberer schwarzer Humor. In der Eröffnungssequenz kommt beispielsweise eine Werbetafel vor, auf der in Außerirdisch „Tasty Human Burgers“ (englisch für „Leckere Menschen-Burger“) steht.

## Episoden
Futurama besteht derzeit aus 160 Episoden. Die ersten 72 Episoden wurden in vier Staffeln für den Fernsehsender Fox produziert. Jede Episode erzählt in rund 22 Minuten eine in sich abgeschlossene Geschichte, sodass sie sich mit Werbeunterbrechungen zur halbstündigen Ausstrahlung eignen. Für die Erstveröffentlichung änderte Fox die Reihenfolge der Episoden und teilte sie in fünf Sendestaffeln ein.
2007 erschien mit Bender’s Big Score die erste Futurama-Produktion in Spielfilmlänge. 2008 folgten Die Ära des Tentakels und Bender’s Game, 2009 schließlich Leela und die Enzyklopoden. Als sogenannte Direct-to-DVD-Produktion wurden die vier Filme für den Heimkinomarkt erstellt und zuerst auf DVD veröffentlicht. Anschließend liefen sie, aufgeteilt in jeweils vier Episoden, als sechste Sendestaffel beim Kabelfernsehkanal Comedy Central, gelten jedoch als fünfte Produktionsstaffel.
Auf die Filme folgten zwei weitere Staffeln aus jeweils 26 Episoden, Staffeln sechs und sieben. Diese haben wieder das Fernsehformat der ersten Staffeln. Für die Erstausstrahlung halbierte Comedy Central die Produktionsstaffeln jeweils in zwei Sendestaffeln à 13 Episoden, womit diese zu den Sendestaffeln sieben bis zehn wurden.
Die neuen von Hulu produzierten Folgen ab 2023 sind somit die achte Produktionsstaffel. Hulu teilt eine Produktionsstaffel in zwei Sendestaffeln à 10 Episoden auf, womit die erste Hälfte der achten Produktionsstaffel die elfte Sendestaffel ist.

## Gestaltungselemente

### Zeichenstil
Der Zeichenstil von Futurama erinnert stark an Die Simpsons. In beiden Serien weisen die Figuren ähnliche anatomische Merkmale auf: Der Unterkiefer ist sehr kurz, die Augen sind groß und hervorstehend, menschliche Hände haben nur vier Finger. Während letzteres für Zeichentrickfiguren nicht untypisch ist, führt Matt Groening, der als Schöpfer beider Serien deren Erscheinungsbild grundlegend geprägt hat, die anderen Eigenheiten auf sich selbst zurück: „Egal, was ich zeichne, immer kommen Glubschaugen und Überbiss heraus.“ Selbst das Planet-Express-Raumschiff habe einen Überbiss.
Die optische Ästhetik der Serie kann als retro-futuristisch klassifiziert werden. Sie wird mit den Zukunftsvisionen der 1950er-Jahre verglichen, aber auch das Science-Fiction-Universum der 1930er diente der Inspiration. Die Gestaltung der Gebäude, Vehikel und anderer Objekte erinnert stark an das Googie-Design der 1950er- und 1960er-Jahre. Für Entwürfe wurde der bekannte Produktdesigner Syd Mead konsultiert, dessen Arbeiten für Science-Fiction-Filme wie Blade Runner und Tron stilprägend waren.
Futurama verwendet eine Mischung aus handgezeichneten und computergenerierten Bildern. Letztere kommen vor allem bei schnellen oder komplexen Einstellungen zum Einsatz, beispielsweise bei aufwendigen Kamerafahrten, wenn sich ein Raumschiff bewegt, für Explosionen oder wenn ein Hologramm gezeigt wird. Raumwirkung und Bewegungen lassen sich so naturgetreu und gleichzeitig kostengünstig darstellen. Damit die dreidimensional erstellten Computeranimationen neben den zweidimensionalen Handzeichnungen nicht „zu realistisch aussehen“, so Scott Vanzo vom verantwortlichen Animationsstudio Rough Draft, wurden die 3-D-Modelle mit Unvollkommenheiten versehen, die Wirkung von Lichtquellen eingeschränkt und beim Rendern der Bilder mit sogenanntem Cel Shading gearbeitet. Bei dieser Technik werden die Umrisslinien dreidimensionaler Computermodelle verstärkt und Farbenverläufe durch wenige flächige Farbfelder ersetzt, was dem Bild ein handgemaltes, comichaftes Aussehen verleiht. Der so erzeugte Stil wurde als „innovativ“ und „markant“  bezeichnet, die unterschiedlich hergestellten Bilder fügten sich nahtlos ineinander.

### Vorspann
Der Vorspann, mit dem jede Episode beginnt, enthält – ähnlich wie die Eröffnungssequenz der Simpsons – variable Elemente: Zu Beginn füllen blaue Lichtstrahlen den Bildschirm und der Schriftzug „Futurama“ wird gezeigt. Darunter wird oft ein humoristischer Untertitel eingeblendet, zum Beispiel „In Farbe“, „Am Originalschauplatz gedreht“, „Voller Stolz auf der Erde hergestellt“ oder „Von den Machern von Futurama“. Dann fliegt das Planet-Express-Raumschiff durch den Titel und die Neu New Yorker Innenstadt, vorbei an diversen wiederkehrenden Figuren bis zu einem großen Bildschirm, der jeweils eine Sequenz aus einem klassischen Zeichentrickfilm zeigt, beispielsweise von den Looney Tunes und aus Betty Boop. Schließlich stürzt das Raumschiff in den Bildschirm, zerstört diesen und bleibt darin stecken. Für die Filme wurde der Vorspann jeweils variiert und ausgebaut.
Die meisten Episoden der ersten und einige der zweiten Staffel beginnen mit einem sogenannten cold open, das heißt, vor dem Vorspann wird ein Prolog gezeigt.
Die Titelmusik wurde von Christopher Tyng komponiert und beruht auf dem Titel Psyché Rock von Pierre Henry aus dem Jahr 1967.

### Humor
Der Humor von Futurama beruht hauptsächlich auf der satirischen Darstellung des Alltagslebens in der Zukunft und dem parodistischen Vergleich zu dem der Gegenwart sowie der Persiflage einzelner Science-Fiction-Werke und des Genres als solchem. Dabei deckt er ein breites Spektrum von Erscheinungsformen ab: Zum einen bedient sich die Serie typischer Elemente des kindlichen Humors; sie verwendet beispielsweise Albernheit, Absurdität, einfache Situationskomik und Slapstick. Zum anderen spricht der Witz der Serie – in einer für Groening-Schöpfungen typischen Weise – ebenso den „reiferen“ Humor an, indem er Kritik an der (US-amerikanischen) Gesellschaft der Gegenwart übt oder auf Filme, Fernsehserien, literarische Werke, historische Ereignisse oder wissenschaftliche Erkenntnisse anspielt.
Darüber hinaus enthält die Serie eine Reihe von Running Gags. Zum Beispiel wird der Planet-Express-Hausmeister Scruffy bei jedem seiner Auftritte von seinen Arbeitskollegen nicht erkannt, obwohl er schon viele Jahre dort arbeitet. Eulen werden regelmäßig als die Schädlingsplage des 31. Jahrhunderts dargestellt, ähnlich wie heute Ratten oder Tauben. Zusätzlich haben viele der Figuren einen charakteristischen Satz, eine sogenannte Catchphrase. So beleidigt Bender sein Gegenüber immer wieder mit der Aufforderung: „Du kannst mich an meinem blanken Metallarsch lecken!“ (im englischen Original: “Bite my shiny metal ass!”), und Professor Farnsworth begrüßt seine Crew fast in jeder Folge mit dem Satz: „Eine gute Nachricht, Freunde!“ (im englischen Original: “Good news, everyone!”) oder einer leichten Variation davon, um ihr dann oft im direkten Widerspruch schlechte Neuigkeiten mitzuteilen.

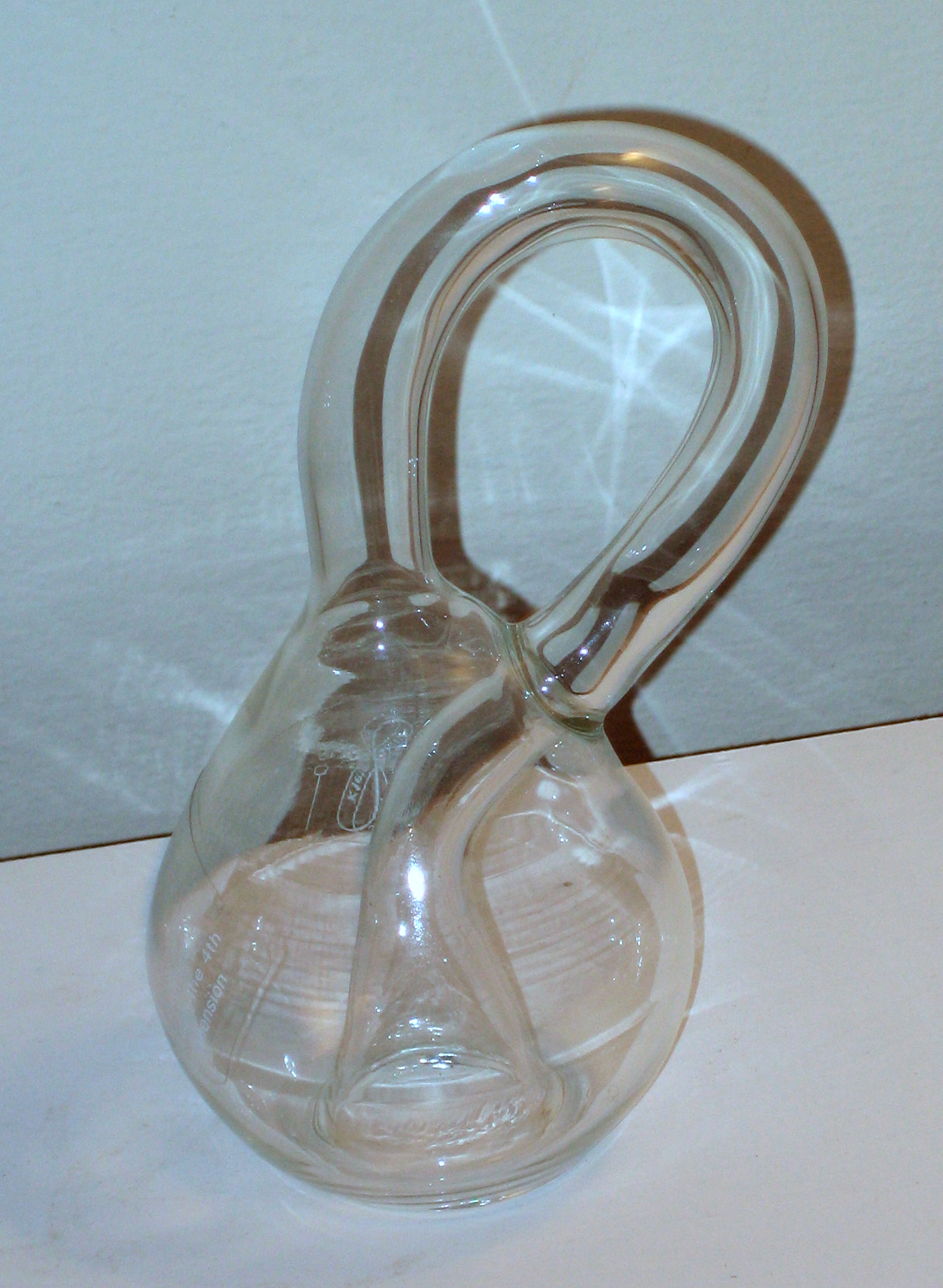
Eine Kleinsche Flasche. In Futurama wird Klein’s Bier in solchen Flaschen verkauft.

Die Serie verwendet außerdem wissenschaftliche Witze und spielt damit auf die Bedeutung des wissenschaftlichen und technischen Fortschritts für Science-Fiction an. So verkauft ein Supermarkt beispielsweise Bier der Marke Klein’s in Kleinschen Flaschen, und zwei nebeneinander aufgestellte Bücher mit den Titeln P und NP spielen auf das P-NP-Problem der Mathematik und theoretischen Informatik an. An anderer Stelle beschwert sich Professor Farnsworth, dass das Ergebnis eines „Quantumfinishs“ beim Pferderennen „durch die Messung verfälscht wurde,“ eine Anspielung auf die Quantenmechanik, insbesondere die Probleme bei der Quantenmechanischen Messung. Und weil die Lichtgeschwindigkeit aus physikalischen Gründen eine absolute Obergrenze für die Geschwindigkeit von Objekten darstellt, „haben die Wissenschaftler die Lichtgeschwindigkeit erhöht,“ um schnelleres Reisen zu ermöglichen. In einem Interview gab David X. Cohen an, dass solche Witze die Treue der Zuschauer fördern sollen:

“We wanted to get in as much science as possible where it didn’t clog up the gears of the story. […] Our hope is that, although such material will fly by most people unnoticed, it might make die-hard fans of the people who do appreciate it.”

„Wir wollten so viel Wissenschaft wie möglich hineinbekommen, wo sie den Erzählfluss nicht bremst. […] Unsere Hoffnung ist, dass obwohl solcher Stoff an den meisten unbemerkt vorbeizieht, er diejenigen, die ihn wahrnehmen, zu eingefleischten Fans werden lässt.“

Einige Witze in Futurama bleiben den meisten Zuschauern verborgen, weil sie durch Umwandlungen oder Verschlüsselungen „versteckt“ wurden. Dabei handelt es sich meist um Kombinationen von Buchstaben und/oder Zahlen, die auf den ersten Blick keinen Sinn ergeben, aber in sinnvolle Ausdrücke umgeformt werden können. Beispielsweise wohnt Bender in Robot Arms Apts. im Apartment Nr. 00100100, was umgewandelt in ASCII dem Dollarzeichen entspricht – eine Anspielung auf Benders Geldgier. Wohl das häufigste Beispiel sind Texte in der erdachten Schrift „Außerirdisch“. Die meisten davon, so David Cohen, drehen sich darum, dass Aliens Menschen essen. Cohen faszinieren seit seiner Arbeit an den Simpsons die sogenannten freeze framers, besessene Fans, die Sendungen auf Video aufzeichnen, damit sie das Bild anhalten und nach Gags suchen können, die nur einen Sekundenbruchteil dauern. Er begann, in seinen Arbeiten Easter Eggs zu verstecken, und beobachtete die Fan-Reaktionen im Internet. Wie der wissenschaftliche Humor sollen auch die kryptischen Witze der Zuschauerbindung dienen. Gegenüber einem Reporter des Wired sagte Cohen in Bezug auf diese:

“The operating principle of Futurama was that you can do a joke that 1 percent of the audience gets, as long as it doesn’t derail the enjoyment of the mass audience. And that 1 percent becomes a fan for life.”

„Das Arbeitsprinzip von Futurama war, dass man einen Witz machen kann, den nur ein Prozent der Zuschauer versteht, solange er das Vergnügen der breiten Masse nicht stört. Und dieses eine Prozent wird zum Fan auf Lebenszeit.“

## Produktion und Veröffentlichung

### Entstehung

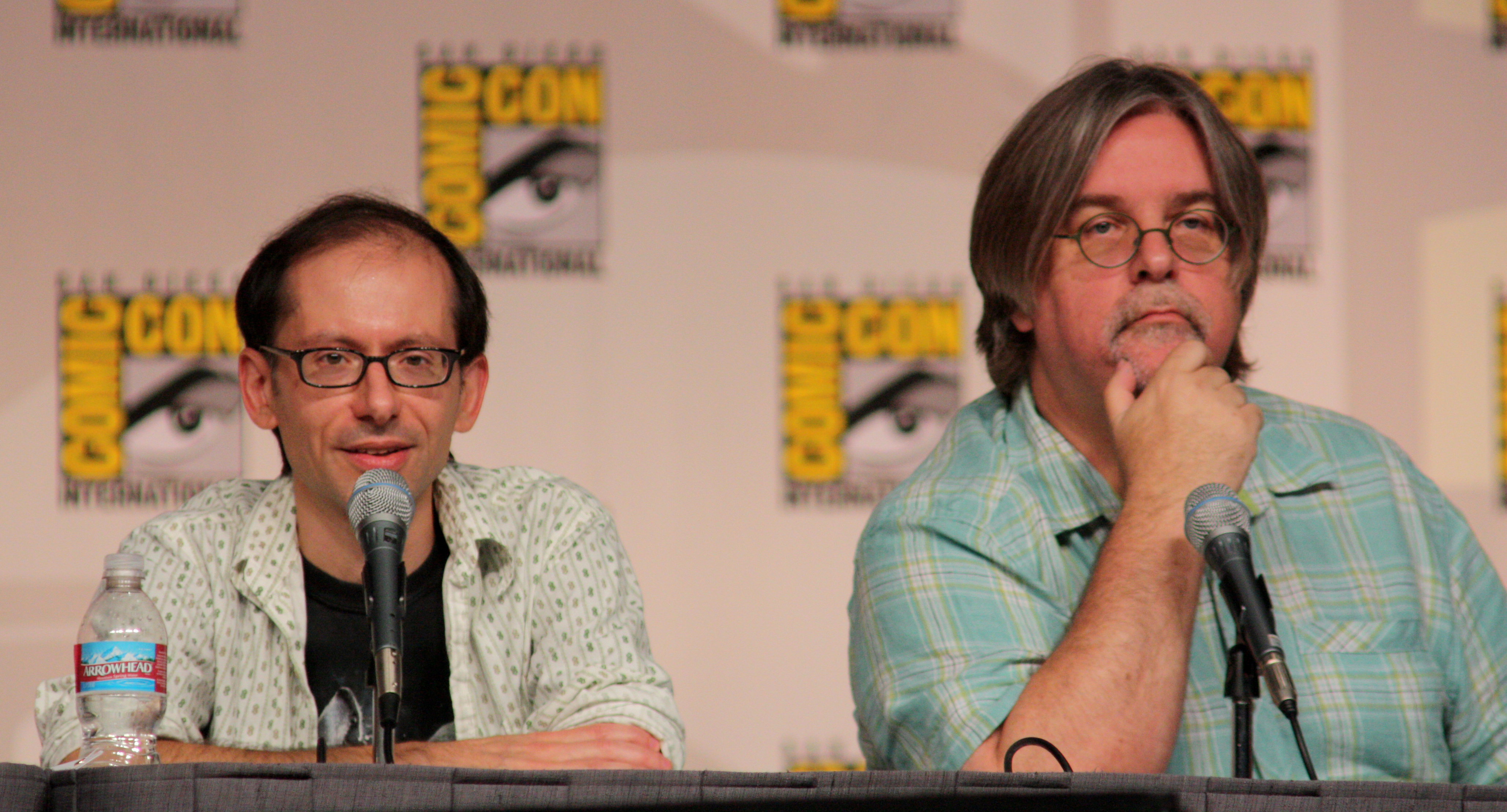
David X. Cohen (links) und Matt Groening auf der Comic-Con 2009

Mitte der 1990er-Jahre hatte Simpsons-Schöpfer Matt Groening die ersten Ideen zu Futurama. Auslöser hierfür war nach seiner Aussage der Song Robot Blues der Incredible String Band. Groening, von Kindesbeinen an ein Science-Fiction-Fan, sammelte zunächst über mehrere Jahre Material, indem er sich mit der einschlägigen Literatur – von Genre-Klassikern aus der Feder von H. G. Wells bis hin zu neueren Werken von Neal Stephenson oder Rudy Rucker – vertraut machte. Nachdem er auf diese Weise einige hundert Seiten an Notizen und Ideen zusammengetragen hatte, gewann er 1997 David X. Cohen, einen weiteren Science-Fiction-Liebhaber mit breiter Kenntnis von Wissenschaft und Mathematik, den er als Produzenten und Drehbuchautor von den Simpsons kannte, für das Projekt. Gemeinsam recherchierten sie aus Filmen, Fernsehserien und Büchern weiteren Stoff für eine Science-Fiction-Zeichentrickserie. Als sie im April 1998 das Konzept für Futurama bei Fox vorlegten, hatten sie schon mehr Charaktere und Handlungen ausgearbeitet, als sie beim ersten Treffen präsentieren konnten. Die Entscheidungsträger bei Fox hatten zunächst Bedenken gegen einige Details der Serie, wie etwa Selbstmordzellen oder den Umgang mit Stereotypen. Gegen ihren anfänglichen Widerstand stellte Groening sicher, dass der Sender keinen Einfluss auf den Inhalt der Serie nehmen würde.
Der Name „Futurama“ geht zurück auf den gleichnamigen General-Motors-Pavillon der Weltausstellung 1939 in New York, der darstellen sollte, wie die Welt 20 Jahre später aussehen könnte. Auf der Weltausstellung wurde unter anderem das Fernsehen zum ersten Mal der US-amerikanischen Öffentlichkeit vorgestellt.

### Besetzung

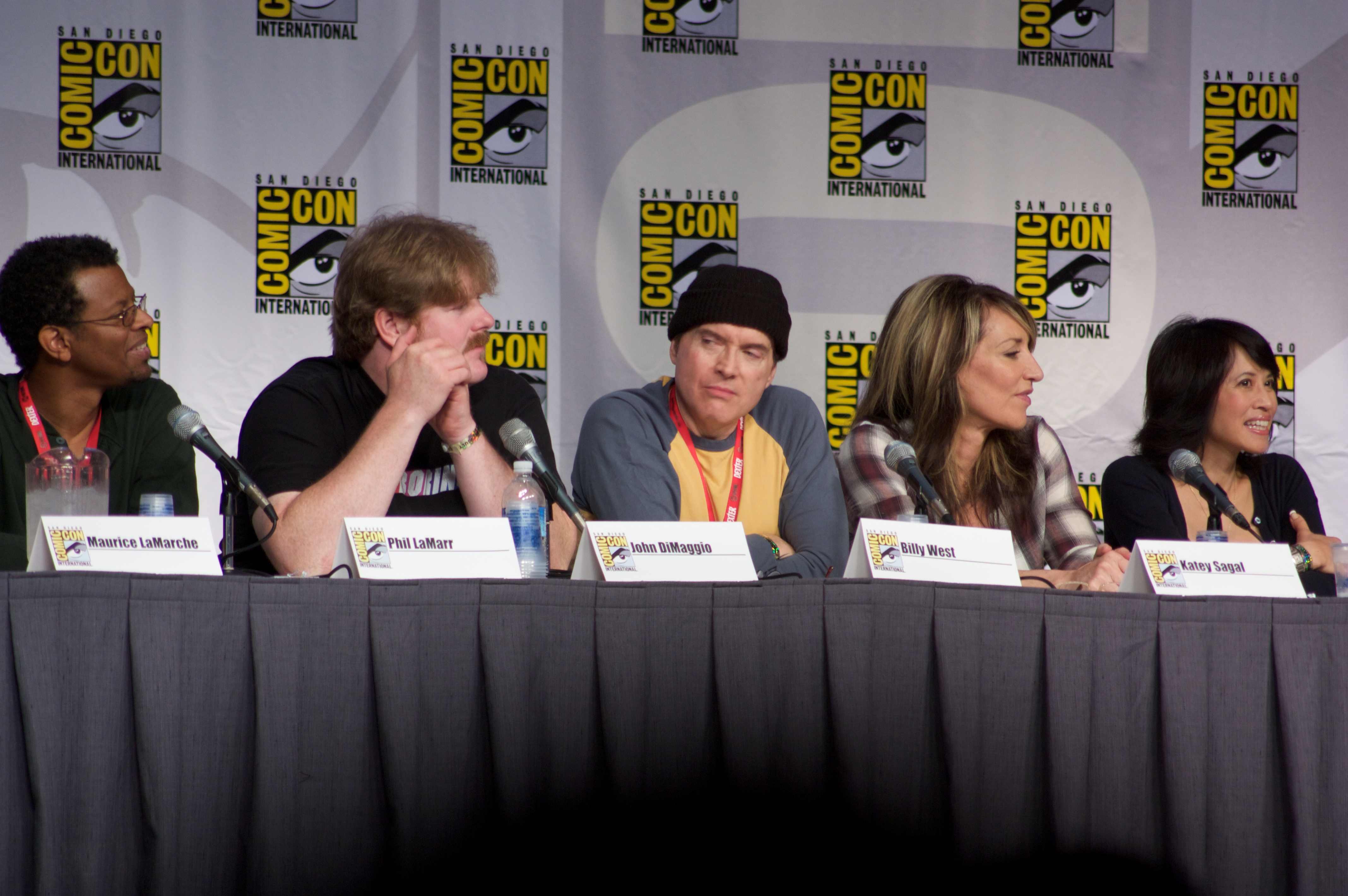
Einige der Originalsprecher auf der Comic-Con 2010, v.l.n.r:
Phil LaMarr (Hermes Conrad), John DiMaggio (Bender), Billy West (Fry, Prof. Farnsworth, Dr. Zoidberg und Zapp Brannigan), Katey Sagal (Leela) und Lauren Tom (Amy)

Futurama hat eine Stammbesetzung aus acht Sprechern. Gleich vier der größeren Rollen, namentlich Fry, Professor Farnsworth, Dr. Zoidberg und Zapp Brannigan, sowie eine Reihe von Nebenfiguren teilen sich im englischen Original die Stimme von Billy West, einem der bekanntesten Sprecher für Zeichentrickfiguren in den USA, der schon Bugs Bunny und Elmer Fudd, Ren und Stimpy sowie Doug aus den gleichnamigen Serien vertont hatte. Nachdem er ursprünglich für „geradezu alle Rollen“ vorgesprochen hatte, wurden West zunächst Professor Farnsworth und Dr. Zoidberg zugeteilt. Fry sollte anfangs von Charlie Schlatter gesprochen werden; nach einem Besetzungswechsel erhielt West auch diese Rolle. Er spricht sie in erhöhter Tonlage, um den jugendlich-naiven Klang eines 25-Jährigen zu erreichen, ansonsten mit fast unverstellter Stimme, damit es für andere schwieriger ist, sie nachzuahmen. Dagegen hat er die Stimmen von Professor Farnsworth und Dr. Zoidberg comichaft-übertrieben angelegt. Zapp Brannigan war Phil Hartman auf den Leib geschrieben worden. Nach einem Vorlesen bekam der Schauspieler die Sprechrolle, aber er verstarb 1998. Daraufhin übernahm West auch diesen Part. Nach Wests Angaben ist seine Interpretation beeinflusst von Hartman und den „groß[spurig]en, dummen Ansagern“, die Hartman und West gerne nachmachten. Unterhielten sich zwei der von West gesprochenen Figuren in Futurama miteinander, sprach er während der Aufzeichnung in Echtzeit mit sich selbst.
Leelas Stimme stammt von Katey Sagal, die vor allem als Schauspielerin durch ihre Rolle als Peggy Bundy in der Sitcom Eine schrecklich nette Familie bekannt ist. Sagal ist die einzige Sprecherin der Kernbesetzung, die nur eine Rolle spricht. Diese war zunächst Nicole Sullivan zugesprochen, wurde dann aber zugunsten Sagals neu besetzt. Sagal verstellt ihre Stimme für die Aufnahmen kaum, sie spricht lediglich in einer etwas höheren Tonlage.
Benders Sprecher John DiMaggio hatte zuvor hauptsächlich Stand-up-Comedy und einige kleinere Sprechrollen gemacht, erst durch seine Arbeit an Futurama erlangte er größere Berühmtheit. DiMaggio beschrieb seine Interpretation von Benders Stimme als einen verlotterten Betrunkenen mit Einflüssen von Slim Pickens und einer Rolle, die ein Schulfreund erfunden hatte. Damit hatte er ursprünglich für den Part des Professors vorgesprochen. Nachdem viele Sprecher ergebnislos für Benders Rolle angehört worden waren, kam ein Produzent auf die Idee, DiMaggio mit dieser Stimme nochmals für Bender vorsprechen zu lassen.
Zur Hauptbesetzung zählen außerdem David Herman (Scruffy u. a.), Maurice LaMarche (Kif Kroker u. a.), Phil LaMarr (Hermes Conrad u. a.), Tress MacNeille (Mom u. a.) sowie Lauren Tom (Amy Wong u. a.). Obwohl sie in fast allen Episoden vorkommen, wurden Tom, LaMarche, LaMarr und Herman im Abspann anfangs als Gastrollen (Guest Starring) aufgeführt. LaMarche wurde ab der zweiten Staffel als Nebenrolle (Also Starring) eingeordnet, seit der fünften  zählt er zur Hauptbesetzung (Starring). Tom, LaMarr und Herman wurden mit Beginn der sechsten Staffel  in diesen Status erhoben.
Neben der Hauptbesetzung sind in wiederkehrenden Gastrollen beispielsweise Frank Welker als Nibbler oder Kath Soucie und Danny Jacobs in diversen kleineren Rollen zu hören.
Zu den zahlreichen Gastauftritten Prominenter, welche sich selbst in Form von konservierten Köpfen verkörpern, gehören unter anderem: Al Gore, George Takei, Stephen Hawking, Leonard Nimoy, Lucy Liu, Nichelle Nichols, Dick Clark, Donovan, Claudia Schiffer, Bob Barker, William Shatner, Bill Nye, Buzz Aldrin, Mike D, Pauly Shore, Rich Little, Beck, Roseanne Barr, Adam West, Conan O’Brien, Bob Uecker, Walter Koenig, Sergio Aragonés, Jonathan Frakes, Matt Groening, Robert Wagner, Larry Bird und die Beasty Boys.
Weitere Künstler übernehmen zudem teils wiederkehrende Nebenrollen, darunter: Coolio, Pamela Anderson, Cara Delevingne, Sarah Silverman, David X. Cohen, Kevin Michael Richardson, Nora Dunn, John Goodman, Parker Posey, Hank Azaria, Bea Arthur, Sigourney Weaver, Bob Odenkirk, Craig Ferguson, Chris Elliott, Patton Oswalt, Estelle Harris, Wanda Sykes, Emilia Clarke, Kathy Griffin, Kyle MacLachlan, Patrick Stewart, Suzie Plakson, Katee Sackhoff, Mark Hamill sowie Seth MacFarlane.

### Produktionsprozess

Logo der Produktionsfirma 20th Century Fox

Von der ersten Idee bis zur fertigen Episode dauerte die Produktion einer Futurama-Folge rund sechs bis neun Monate. Die Produktionskosten je Episode wurden mit über 500.000 US-Dollar beziffert. Wegen der langen Gesamtdauer des Herstellungsprozesses wurde bei 20th Century Fox jeweils an mehreren Episoden parallel gearbeitet.
Davon wurden etwa zwei Monate für die Erstellung des Skripts verwendet. Die Drehbuchautoren entwarfen dieses zunächst relativ detailliert in Gruppenarbeit. Der Entwurf wurde vom verantwortlichen Autor ausformuliert und daraufhin – wiederum in Gruppenarbeit – überarbeitet und verfeinert. Anschließend trafen sich die Autoren und Produzenten mit den Sprechern zu einer Leseprobe, nach der die Autoren das Skript nochmals gemeinsam überarbeiteten. Der Anteil der Arbeit, die im Team geleistet wird, war so groß, dass Produzent und Chefautor David X. Cohen der Meinung war, “the person who is credited as the writer usually gets too much credit or blame.” (deutsch: „Die Person, der das Drehbuch zugeschrieben wird, erhält gewöhnlich zu viel Anerkennung oder Tadel.“) Danach gaben die Autoren das Skript aus der Hand, und die Aufzeichnung der Stimmen begann.
Weitere zwei bis drei Monate dauerte die Ausarbeitung des Animatics, einer Rohfassung aus schwarz-weißen Bleistiftzeichnungen mit niedriger Bildrate (etwa einem Bild pro Sekunde). Sie gab einen Eindruck von der fertigen Episode und bot so die Gelegenheit, nochmals Nachbesserungen vorzunehmen. Die Ausarbeitung des Animatics übernahm das kalifornische Animationsstudio Rough Draft Studios; dessen südkoreanisches Schwesterunternehmen Rough Draft Korea animierte die endgültige Version, die aus etwa 20.000 bis 25.000 handgezeichneten Einzelbildern pro Episode besteht. Matt Groening hatte darauf bestanden, Rough Draft zu beauftragen, nachdem deren Arbeit an den Simpsons mit Auszeichnungen bedacht worden war. Das Studio im kalifornischen Glendale beschäftigte während der Produktion der ersten vier Staffeln 130 Trickfilmzeichner; als die Serie abgesetzt wurde, verblieben davon 30.

### Erstausstrahlung
Futurama wurde erstmals beim US-amerikanischen Sender Fox, einem Schwesterunternehmen von 20th Century Fox, ausgestrahlt. Den Anfang machte am 28. März 1999 die Pilotfolge Zeit und Raum 3000, die zugleich die einzige Episode der ersten fünf Staffeln ist, die von Matt Groening und David X. Cohen geschrieben wurde. Obwohl für die erste Staffel insgesamt dreizehn Episoden produziert worden waren, strahlte Fox bis zum 18. Mai 1999 lediglich neun als zusammenhängende erste Staffel aus, die übrigen wurden in die zweite Sendestaffel verlegt. Diese wurde dadurch mit insgesamt 20 Folgen, ausgestrahlt zwischen dem 26. September 1999 und dem 21. Mai 2000, die längste der fünf Sendestaffeln. Die dritte Staffel lief am 5. November 2000 an, allerdings wurden in den folgenden drei Monaten nur vier Episoden gesendet. Fox entschied sich, die Staffel erneut früher als geplant zu beenden, und zeigte die letzte Episode am 13. Mai 2001. Die eigentliche Finalepisode, Geschichten von Interesse Nr. 2, wurde in die vierte Staffel verlegt. Deren Ausstrahlung begann am 9. Dezember 2001 mit der Episode Roswell gut – alles gut und endete am 21. April 2002 nach zwölf Episoden, von denen neun aus der dritten Produktionsstaffel stammen. Anfang 2002 wurde Fox’ Entscheidung bekannt, keine weiteren Episoden mehr anfertigen zu lassen. Die insgesamt 16 bisher nicht gesendeten Episoden, die für die dritte und vierte Staffel produziert worden waren, sendete Fox als fünfte Staffel in loser Folge zwischen dem 10. November 2002 und 10. August 2003.
Die Reihenfolge der Episoden wurde für die Ausstrahlung teilweise geändert, offenbar damit die Inhalte der jeweiligen Episoden zu kalendarischen Ereignissen an den Sendeterminen passten. So wurde beispielsweise die Episode Muttertag vorgezogen, sodass der Sendetermin auf Muttertag fiel. Die Reihenfolge, in der die synchronisierte deutsche Fassung erstmals ab dem 4. September 2000 beim Sender ProSieben lief, entspricht weder der Erstausstrahlung bei Fox noch der Produktion.
Die Serie wurde in über 20 Ländern ausgestrahlt; neben den Vereinigten Staaten und Kanada zählen dazu europäische, mittel- und südamerikanische Staaten, Israel, Russland, Australien, Neuseeland und Japan.

### Senderwechsel

Logo des Senders Cartoon Network der Futurama 2003 bis 2007 wiederholte

Ende 2002 erwarb Cartoon Network für 10 Millionen US-Dollar die exklusiven Ausstrahlungsrechte an Futurama für fünf Jahre, beginnend im Januar 2003. Der Sender nahm die Serie in sein Adult-Swim-Programm auf, das sich speziell an Erwachsene richtete. Adult Swim wurde im Frühjahr 2005 rechtlich in einen selbständigen Sender umgewandelt, teilte sich aber weiterhin einen Kanal mit Cartoon Network.
Die Wiederholungen bei Cartoon Network und Adult Swim erreichten gute Einschaltquoten, auch die mittlerweile veröffentlichten DVDs der ersten Staffeln verkauften sich gut. Und so sicherte sich Comedy Central bereits im Oktober 2005 die Rechte, Futurama ab 2008 für fünf Jahre wiederholen zu dürfen. Mit rund 400.000 US-Dollar für jede der bis dato produzierten 72 Episoden soll dies der teuerste Einkauf in der Geschichte des Senders gewesen sein.

### Filme
Wegen der stabilen Einschaltquoten und guten DVD-Absatzzahlen hatte Comedy Central auch Interesse an neuen Episoden bekundet. 20th Century Fox kam auf einen Vorschlag zurück, den Matt Groening und David X. Cohen bereits Jahre zuvor unterbreitet hatten: die Serie durch sogenannte Direct-to-DVD-Produktionen fortzusetzen, also Material, das nicht erst im Fernsehen, sondern direkt für den Heimvideomarkt auf DVD veröffentlicht wird. Anders als von Groening und Cohen ursprünglich vorgeschlagen, sollte es jedoch nicht nur eine DVD, sondern mehrere geben, um kostendeckend arbeiten zu können. Comedy Central sicherte sich die Rechte, neues Material ausstrahlen zu dürfen, falls welches produziert werden sollte. Am 22. Juni 2006 gaben Matt Groening und 20th Century Fox Television bekannt, dass mindestens 13 neue Episoden erstellt werden, die zusammen mit den bisherigen Staffeln ab 2008 auf Comedy Central zu sehen sein sollten. Das Comeback von Futurama erfolgte schließlich in Form von vier Filmen in Spielfilmlänge und im 16:9-Format, die zunächst als Direct-to-DVD-Produktion veröffentlicht wurden und dann – aufgeteilt in insgesamt 16 jeweils rund halbstündige Folgen – als Fortsetzung der Fernsehserie in den USA auf Comedy Central ausgestrahlt wurden. Mit dieser Zahl war die Wiederaufnahme der Produktion finanziell aussichtsreich. Für einen Teil der Kosten kam Comedy Central auf, der Rest sollte durch den Verkauf der DVDs wieder eingenommen werden. Alle bisherigen englischen Synchronsprecher wurden für die neue Serie verpflichtet, sodass in den neuen Folgen die gewohnten Stimmen zu hören sind.

#### Bender’s Big Score
Der erste Film, Bender’s Big Score, wurde in den USA am 27. November 2007 und in Deutschland am 28. März 2008 auf DVD veröffentlicht. Aufgeteilt in vier Episoden war er am 30. März 2008 zum ersten Mal im Fernsehen zu sehen. Das Drehbuch verfasste Ken Keeler nach einer Geschichte von Keeler und David X. Cohen; diese hat ein offenes Ende und wird durch den nächsten Film weitererzählt. Das Werk ist die erste CO2-neutrale Produktion von 20th Century Fox. Es wurde mit einem Annie Award in der Kategorie Best Home Entertainment Production ausgezeichnet.

#### Die Ära des Tentakels
Der zweite der Filme, Die Ära des Tentakels, knüpft unmittelbar an die Ereignisse seines Vorgängers an. Er erschien am 24. Juni 2008 in den USA und am 12. September 2008 in Deutschland auf DVD. Die Fernseh-Premiere fand am 19. Oktober 2008 statt. Der englische Titel lautet The Beast with a Billion Backs und spielt auf die Redensart “the beast with two backs” (wörtlich: „das Tier mit zwei Rücken“) an, die Geschlechtsverkehr umschreibt. Der Film gewann den Annie Award als Best Animated Home Entertainment Production.

#### Bender’s Game
Der dritte Film, Bender’s Game, wurde am 4. November 2008 in den USA gleichzeitig auf DVD und als hochauflösende Fassung auf Blu-ray veröffentlicht. In Deutschland kann die DVD seit dem 30. Januar 2009 gekauft werden; im Verleih ist der Film bereits seit dem 5. Dezember 2008.

#### Leela und die Enzyklopoden
Der vierte Film mit dem Originaltitel Into the Wild Green Yonder wurde erstmals am 6. Februar 2009 auf der New York Comic Con, einer sogenannten Convention für Comic-Fans, vorgestellt. Am 23. Februar 2009 erschien er in Großbritannien und tags darauf in den USA auf DVD und Blu-ray-Disc. In Deutschland ist er unter dem Titel Leela und die Enzyklopoden seit dem 27. März 2009 als Verleih-DVD und seit dem 9. April 2009 als Kauf-DVD erhältlich. Er gewann den Annie 2009 in der Kategorie Best Home Entertainment Production.

### Wiederaufnahme der Serienproduktion
Nach Leela und die Enzyklopoden war die Zukunft von Futurama erneut ungewiss. Groening hatte mehrfach den Wunsch geäußert, die Serie in irgendeiner Form fortzusetzen, beispielsweise als Kinofilm. Am 9. Juni 2009 gab 20th Century Fox bekannt, dass Comedy Central die Serienproduktion für 26 neue Episoden wiederaufgenommen hat. Beide Unternehmen nennen die guten Verkaufszahlen der DVDs als einen
Grund für diese Entscheidung.

Am 24. Juni 2010 liefen schließlich die ersten beiden Folgen der sechsten Staffel bei Comedy Central. Der Zuschauerdurchschnitt lag bei 2,9 Millionen; hinter South Park war dies der beste Staffelauftakt einer eigenen Serie für Comedy Central.
Die Serie sollte günstiger produziert werden, indem unter anderem das Autorenteam verkleinert wurde. Nach längeren Gehaltsverhandlungen und der Überlegung, neue Sprecher zu engagieren, konnten die Originalsprecher aller Hauptrollen wieder verpflichtet werden.
Im März 2011 gab Comedy Central bekannt, 26 weitere Episoden in Auftrag gegeben zu haben. Seiner Pressemeldung zufolge will der Sender je 13 Episoden im Sommer 2012 und im Sommer 2013 ausstrahlen.
Im April 2013 wurde schließlich erneut die Einstellung der Serie nach der Ausstrahlung der siebten Staffel bekanntgegeben. Die Zuschauerzahlen der Serie waren erneut gefallen: von durchschnittlich 2,6 Millionen Zuschauern im Jahr 2010, auf 2,3 Millionen ein Jahr später und 1,7 Millionen im Jahr 2012. Die Erstausstrahlung der letzten von insgesamt 140 Futurama-Episoden war in den USA am 4. September 2013 und in Deutschland am 20. Dezember 2014.
Im Jahr 2023 wurde die 8. Staffel veröffentlicht, die in deutscher Synchronisation auf Disney+ verfügbar ist.

### Deutsche Synchronfassung
Die deutschsprachige Synchronfassung der ersten 72 Episoden entstand unter der Leitung von Ivar Combrinck beim Münchner Unternehmen Taurus Media Synchron. Dieses gehörte zur Kirch-Gruppe, der zu dieser Zeit auch der Sender ProSieben angehörte, bei dem die Synchronfassung erstmals zu sehen war. Ivar Combrinck war für die Übersetzung verantwortlich, führte Regie und sprach einige Rollen selbst. Seine Arbeit an Futurama stand unter erheblicher Kritik, vgl. Abschnitt Kritik an der deutschen Synchronfassung.
Nach dem Tode Combrincks während der zwischenzeitlichen Einstellung der Serie übernahm Dubbing Brothers Germany die Synchronisation der Direct-to-DVD-Produktionen. Die Synchronsprecher der wichtigsten Hauptrollen liehen den Figuren erneut ihre Stimme. Die Dialogbücher der ersten beiden Filme stammen von Hans-Peter Kaufmann, der bei Bender’s Big Score auch Regie führte und diese Aufgabe danach an Christian Schmidt-Golm weitergab. Die deutschen Dialoge zu Bender’s Game schrieb Carina Krause.
Seit der sechsten Staffel wird die Serie bei der Arena Synchron in München vertont. Matthias von Stegmann verfasst die Dialogbücher und ist für die Dialogregie verantwortlich.
| Rolle                       | Originalsprecher | Deutsche Sprecher |
| Hauptfiguren                | Hauptfiguren     | Hauptfiguren |
| --------------------------- | ---------------- | --- |
| Philip J. Fry               | Billy West       | Dirk Meyer |
| Prof. Hubert J. Farnsworth  | Billy West       | Thomas Reiner (Staffel 1–7) Hans Bayer (seit Staffel 8)                                                                                               |
| Dr. John Zoidberg           | Billy West       | Manfred Erdmann (Staffel 1–7) Patrick Zwingmann (seit Staffel 8)                                                                                      |
| Turanga Leela               | Katey Sagal      | Marion Sawatzki (Staffel 1–7) Kathrin Gaube (seit Staffel 8)                                                                                          |
| Bender Bieger Rodriguez     | John DiMaggio    | Hans-Rainer Müller |
| Amy Wong                    | Lauren Tom       | Shandra Schadt |
| Hermes Conrad               | Phil LaMarr      | Michael Rüth (Folgen 1.01–7.13) Thomas Albus (seit Folge 7.14)                                                                                        |
| Wiederkehrende Nebenfiguren |                  | |
| Zapp Brannigan              | Billy West       | Ivar Combrinck (Staffel 1–4) Crock Krumbiegel (Staffel 5) Walter von Hauff (seit Staffel 6)                                                           |
| Kif Kroker                  | Maurice LaMarche | Ulrich Frank (Staffel 1) Kai Taschner (seit Staffel 2)                                                                                                |
| Cubert Farnsworth           | Kath Soucie      | Butz Combrinck (Staffel 2) Johannes Raspe (Staffel 3) Dominik Auer (Staffel 4) Sedric Tafelmeier (Folgen 5.01–5.04) Benedikt Gutjan (seit Folge 5.09) |
| Carol „Mom“ Miller          | Tress MacNeille  | Anita Höfer (Staffel 1–2 & 5) Inge Solbrig (Staffel 3–4) Marion Hartmann (Staffel 6–7) Dorothea Anzinger (seit Staffel 8)                             |
| Lord Nibbler                | Frank Welker     | Caroline Combrinck (Staffel 1) Butz Combrinck (Staffel 2–3) Ivar Combrinck (Staffel 4) Tommi Piper (Staffel 5) Frank Engelhardt (seit Staffel 6)      |

### Heimkino-Veröffentlichung
Für den Heimkinomarkt veröffentlichte 20th Century Fox Home Entertainment die Serie auf DVD, teilweise auch auf VHS, Blu-ray oder anderen Trägermedien.
Die einzelnen Staffeln der Serie erschienen in Boxsets. Bis zur vierten Staffel entsprechen die Boxen den Produktionsstaffeln, sie tragen im deutschen Sprachraum die Titel Season 1 bis Season 4. Die vier Filme sind – neben den Einzelveröffentlichungen – in einer Box mit dem Titel Futurama – The collected Epics erhältlich. Die Fernsehversion der Filme wurde für den Heimkinomarkt nicht als Staffel zusammengefasst, sodass die Zählung der DVD-Veröffentlichung danach mit Season 5 fortgesetzt wird. Gleichzeitig werden die Produktionsstaffeln wie bei der Erstausstrahlung in zwei kleinere aufgeteilt. Die sechste Produktionsstaffel wird damit beispielsweise in DVD-Boxen als Season 5 und Season 6 vertrieben.
| Staffel | DVD-Boxset            | DVD-Boxset        | DVD-Boxset        | DVD-Boxset | andere Formate              |
| Staffel | Titel                 | Veröffentlichung  | Veröffentlichung  | Inhalt     | andere Formate              |
| Staffel | Titel                 | USA               | DE                | Inhalt     | andere Formate              |
| ------- | --------------------- | ----------------- | ----------------- | ---------- | --------------------------- |
| 1       | Season 1              | 25. März 2003     | 7. Februar 2002   | 3 DVDs     | 3 VHS-Kassetten 3 Video-CDs |
| 2       | Season 2              | 12. August 2003   | 7. November 2002  | 4 DVDs     | 4 VHS-Kassetten             |
| 3       | Season 3              | 9. März 2004      | 6. September 2003 | 4 DVDs     | 4 VHS-Kassetten             |
| 4       | Season 4              | 24. August 2004   | 4. November 2004  | 4 DVDs     | 4 VHS-Kassetten             |
| 5       | The collected Epics ∗ | 12. Oktober 2009  | 5. März 2010      | 4 DVDs     |                             |
| 6       | Season 5              | 21. Dezember 2010 | 25. Mai 2012      | 2 DVDs     | 2 Blu-ray-Discs             |
| 6       | Season 6              | 20. Dezember 2011 | 12. Oktober 2012  | 2 DVDs     | 2 Blu-ray-Discs             |
| 7       | Season 7              | 11. Dezember 2012 | 28. Februar 2014  | 2 DVDs     | 2 Blu-ray-Discs             |
| 7       | Season 8              | 10. Dezember 2013 | 5. März 2015      | 2 DVDs     |                             |

Anmerkung
Am 17. Juni 2012 erschienen Neuausgaben der Boxsets der ersten vier Staffeln. Das geänderte Design der DVD-Boxen wurde angepasst an die DVD-Boxen ab Season 5.
Neben den Boxen mit einzelnen Staffeln wurden verschiedene Zusammenstellungen auf den Markt gebracht, die alle bis dahin ausgestrahlten Staffeln vereinen. Beispielsweise erschien am 20. Mai 2005 in Deutschland eine Box mit allen Folgen der ersten vier Produktionsstaffeln auf 15 DVDs. Dieselbe Zusammenstellung wurde in geänderter Verpackung ab dem 28. Januar 2009 als Die komplette Serie vermarktet. Unter demselben Titel bot 20th Century Fox in Deutschland ab dem 29. Oktober 2010 ein Set aus 19 DVDs an, das um die vier Filme erweitert war und wie Benders Kopf gestaltet ist.

## Rezeption

### Entwicklung der Zuschauerzahlen
Als die erste Futurama-Folge am 28. März 1999, einem Sonntag, ab 20:30 Uhr zwischen den Simpsons und Akte X bei Fox ausgestrahlt wurde, wurde sie von 19 Millionen Zuschauern gesehen. Damit lag die Einschaltquote vor der der Simpsons, was bis dahin keiner Fernsehsendung gelungen war. In der darauffolgenden Woche wurde die zweite Sendung von über 14 Millionen Zuschauern gesehen. Dann wurde die Serie von dem bisherigen Sendeplatz auf den Dienstagabend verlegt, woraufhin die Zuschauerzahlen auf 8,85 Millionen zurückgingen. Damit lag sie in den Nielsen Ratings zwar deutlich hinter den Simpsons, aber immer noch vor konkurrierenden Zeichentrickserien wie King of the Hill, Family Guy und South Park.
Im weiteren Verlauf wurde der Sendeplatz der Serie immer wieder verlegt; zusätzlich fielen Sendungen wegen der Übertragung von Sport-Ereignissen aus. Die Futurama-Macher Groening und Cohen sowie auch Kritiker sehen darin einen Hauptgrund für das Nachlassen der Zuschauerzahlen. Als Fox während der vierten Sendestaffel aufgrund der schlechten Quoten beschloss, keine weiteren Episoden in Auftrag zu geben, waren die Zuschauerzahlen auf 6,4 Millionen pro Folge gefallen.
Die Wiederholungen beim Sender Cartoon Network ab 2003 erzielten dagegen überraschend gute Einschaltquoten. Rund 2,1 Millionen Zuschauer je Episode wurden registriert.
In Deutschland entwickelten sich die Zuschauerzahlen stabil: Die Erstausstrahlung bei ProSieben erreichte, zusammen mit neuen Simpsons-Episoden, montags abends zwischen 21:15 und 22:15 Uhr einen Marktanteil von rund 13 Prozent, ein bei der Zielgruppe zufriedenstellender Wert. „Enttäuschend“ waren dagegen die Quoten des Comebacks mit der fünften Staffel. Als ProSieben am Sonntag, dem 19. September 2010, kurz nach 17 Uhr rund sechs Jahre nach der letzten Erstausstrahlung die erste neue Episode zeigte, schalteten nur 650.000 Zuschauer ein, was einem Marktanteil von 8,9 Prozent entspricht. Als direkt im Anschluss die erste Folge der Serie wiederholt wurde, stieg die Zuschauerzahl auf 820.000 an; der Marktanteil erreichte damit 11,0 Prozent.

### Deutungen
“The secret of all science fiction: it’s not really about the future, it’s about here and now.”

„Das Geheimnis der ganzen Science-Fiction: Es geht eigentlich nicht um die Zukunft, es geht ums Hier und Jetzt.“

Futurama wird in etlichen Analysen und Kritiken nicht als Entwurf einer möglichen oder erträumten Zukunft verstanden, sondern als satirisch verzerrte Darstellung der gegenwärtigen Verhältnisse. Science-Fiction sei nicht die Botschaft der Serie, sondern vielmehr das Medium, mithilfe dessen die Nachricht übermittelt werde. Deshalb würden die Bezüge auf die Jetztzeit des Zuschauers offen und mit hoher Deutlichkeit hergestellt; Institutionen, Orte und Personen des 20. und 21. Jahrhunderts seien für jeden Zuschauer ebenso leicht zu erkennen wie gesellschaftliche und politische Konzeptionen und Standpunkte. Die Serie wurde außerdem nach Aussage David X. Cohens anders als viele Science-Fiction-Werke nicht als trostlose Dystopie wie Blade Runner oder beschauliche Utopie wie Die Jetsons angelegt, sie sollte „irgendwo dazwischen sein, wie die echte Welt“. Soweit die Serie mit den Ängsten der Zuschauer spielt, wird sie in der Tradition großer Science-Fiction-Autoren wie H. G. Wells, Aldous Huxley, George Orwell und Isaac Asimov gesehen. Dennoch blieben dystopische Handlungselemente Randerscheinungen. Selbstmordzellen, Karriere-Chips und Mutanten spielten eine untergeordnete Rolle und das laut Matt Groening ganz bewusst: Es solle eine Alternative angeboten werden, “that’s more like the way things are right now, which is a mix of the wonderful and horrible.” (deutsch: „die eher ist, wie die Dinge jetzt sind, eine Mischung aus dem Wundervollen und dem Schrecklichen.“) Dementsprechend kommt auch das Wired Magazine zu dem Schluss, die hier entworfene Zukunft sei “a time that seems wonderful or awful depending on how you look at it – just like the present” (deutsch: „eine Zeit, die herrlich oder furchtbar ist, je nachdem wie man sie betrachtet – genau wie die Gegenwart auch“). So entsteht nach Analyse der New York Times ein Zukunftsbild aus dem Spannungsverhältnis zwischen “a hope that things will be better in the future and the knowledge that they probably won’t” (deutsch: „der Hoffnung, dass die Dinge in der Zukunft besser sind, und dem Wissen, dass sie das wahrscheinlich nicht sein werden“). Damit ist der Grundstein gelegt für eine Sozialkritik, die die Themenbereiche Familie, Kommerz, Politik, Medien und Umweltverschmutzung umfasst.
Der Hauptfigur Fry, angelegt als Identifikationsfigur, wird dabei eine doppelte Sonderrolle zugeschrieben. Zum einen fungiere er, da ihm die Zukunft wie dem Zuschauer unbekannt sei, als erklärendes Element: Wenn dem Publikum ein neues Konzept vorgestellt werden müsse, könne es Fry erläutert werden, ohne den Fluss der Erzählung zu unterbrechen. Zum anderen amtiere er als Repräsentant des zwanzigsten Jahrhunderts, der die Wertvorstellungen der Gegenwart kritisiere, indem er sie am Zukunftsbild Futuramas misst.
Dem Werk wird zugeschrieben, das fortschreitende Aufbrechen klassischer Familienstrukturen zu thematisieren. Zentraler Handlungsort der Geschichte sei kein Kernfamilienhaushalt, sondern der Arbeitsplatz. Nachdem sich der traditionelle Familienbund der 1960er-Jahre-Sitcoms aufgelöst habe, bildeten die separierten Mitglieder hier eine Ersatzgemeinschaft. Besonders Frys Beziehung zu seinem einzigen noch lebenden Verwandten stelle herkömmliche Familienbilder auf den Kopf: Der alte Nachfahre werde zum Chef des jungen Vorfahren, und sie seien eher durch den Arbeitsplatz als durch ein Familiengefühl miteinander verbunden. Auch Leela und Bender fehlten familiäre Bindungen. Zwar würden Leelas Eltern ab der vierten Staffel gezeigt, sie hätten aber kaum Kontakt zur Tochter und lebten von ihr getrennt. Die Arbeit für einen Lieferservice erschwere es den Hauptfiguren zusätzlich, persönliche Beziehungen außerhalb der Arbeitswelt zu knüpfen, indem sie sie häufig auf weite Reisen schicke.
In Futurama wird eine schonungslose Kritik an der Kommerzialisierung des zwanzigsten Jahrhunderts und der Verquickung US-amerikanischer Politik mit der kapitalistischen Wirtschaft erkannt. Die Serie mache das Verschwinden radikaler politischer Ideen und die zunehmende Homogenisierung der etablierten Parteien für die stärker werdende Politikverdrossenheit verantwortlich. Als Beispiel wird die Episode Getrennt von Kopf und Körper angeführt, in der die Klone Jack Johnson und John Jackson mit einem identischen Wahlprogramm für die Präsidentschaft der Erde kandidieren. Futurama kritisiere außerdem die Rolle der Massenmedien innerhalb dieses Systems, allen voran das Fernsehen. Dieses übe einen größeren Einfluss aus als in der realen Welt, weil sich die Charaktere der Serie allein auf das Fernsehen als kompetenten Informationsvermittler verließen, anstatt beispielsweise zusätzlich Zeitungen zu lesen. Die Fernsehberichterstattung sei jedoch oberflächlich, reißerisch und tendenziös, ihre primären Interessen seien hohe Einschaltquoten und Manipulation. Durch Ähnlichkeiten mit real existierenden Formaten lasse sich die Kritik an Sendungen aus Futurama leicht auf die Gegenwart des Zuschauers beziehen. Dass Futurama selbst eine Fernsehsendung ist, werde dabei nicht außen vorgelassen. In beiden Welten nähmen Filme und Fernsehserien inzwischen den Stellenwert von Religionen ein. Einen Zusammenhang zwischen Fernsehkonsum und kindlichem Fehlverhalten deute Futurama zwar an, stelle aber eine strikte Schuldzuweisung an das Medium in Frage. In diesem Zusammenhang wird auf die Episode Wer ist hier cool? verwiesen, in der die Kinder zwar Zeit mit Bender verbringen dürfen, ihm aber im Fernsehen wegen seiner Vorbildfunktion nicht zusehen sollen. Dies stelle eine Doppelmoral der Erwachsenen bloß, die zusätzlich kritisiert würden, zu wenig Zeit mit den Kindern zu verbringen.
Auch Fragen des Umweltschutzes räume die Serie eine besondere Bedeutung ein, neben Leela und die Enzyklopoden beschäftigen sich drei Folgen im Kern damit. In Müll macht erfinderisch und Die stinkende Medaille der Umweltverschmutzung werde gezeigt, dass die gegenwärtige Produktion von Abfall und Schadstoffemissionen langfristige Auswirkungen auf die Zukunft haben werde. Ein utopisches Element gebe dieser Kritik zusätzliches Gewicht: Durch umfassendes Recycling vermeidet Futuramas Zukunftsgesellschaft jeglichen Abfall. In Müll macht erfinderisch lässt sich die Zerstörung Neu New Yorks durch Müll aus dem zwanzigsten Jahrhundert jedoch nur verhindern, indem gezielt wieder Abfall erzeugt, der erreichte Fortschritt also gerade wieder aufgegeben wird. Als die Episoden geschrieben wurden, seien Umweltpolitik und Klimaschutz noch Themen gewesen, die in der öffentlichen Wahrnehmung nur einen geringen Stellenwert erreichten. Futurama wird zu den ersten Fernsehsendungen gezählt, die in den USA zur Hauptsendezeit Umweltverschmutzung und mangelhafte Umweltpolitik offen verurteilten.

### Kritiken

#### Einige Kritikerstimmen
Kritiker im deutsch- und englischsprachigen Raum loben an Futurama häufig den bissigen, gesellschaftskritischen Humor und den intelligenten Witz. So nennt die US-amerikanische Fernsehzeitschrift TV Guide die Serie “sharply satiric” (deutsch: „scharf satirisch“), der Nachrichtensender MSNBC bezeichnet sie als „intelligente Satire.“ Auch Der Spiegel bescheinigt ihr in seiner Online-Ausgabe, sie „war immer bekannt dafür, auf die leichten Kalauer zu verzichten und sich lieber dem feinen und hintergründigen Humor zu verschreiben.“
Besonders die hohe Dichte an Gags wird immer wieder erwähnt. Beispielsweise stellt das Kritiker-Magazin Entertainment Weekly nicht ohne rhetorische Übertreibung fest, “the jokes are flying faster than the speed of light” (deutsch: „die Witze fliegen schneller als Lichtgeschwindigkeit“). Gleiches gilt für die reichlich vorhandenen Referenzen in die Gegenwarts- und Medienkultur. Eine Autorin der Wochenzeitung Die Zeit schreibt hierzu: „Bis in die zeichnerischen Details hinein strotzt die Serie vor Anspielungen und Parodien auf die US-Kultur und Science-Fiction.“ Dabei stellen die Kritiker des Öfteren heraus, dass es sich dabei nicht nur um eine bloße Aneinanderreihung von Pointen in schneller Abfolge handelt, sondern dass sich der Humor auf mehreren Ebenen abspielt – augenscheinlich, unauffällig im Hintergrund oder gar verschlüsselt – und gerade daraus seinen besonderen Reiz gewinnt. Bereits der Pilotfilm, schreibt das Internet-Magazin Salon.com, sei “too richly layered with sight gags and nuances to absorb in one viewing” (deutsch: „zu vielschichtig angereichert mit bildhaftem Witz und Zwischentönen, als dass man sie beim ersten Sehen alle wahrnehmen könnte“), und in einem Artikel des Time Magazines wird Bender’s Big Score bezüglich des Detailreichtums mit Brueghel-Gemälden und MAD-Comics verglichen.
Weil beide Zeichentrickserien aus der Feder von Matt Groening stammen, werden oft Die Simpsons zum Vergleich herangezogen. So wird Futurama in der Online-Ausgabe der Zeit als „Nachfolgeserie“ der Simpsons bezeichnet. Eine Autorin der Welt kommt bei der Gegenüberstellung zu dem Schluss, Futurama sei „besser […] als die Simpsons“, und führt zur Begründung unter anderem die für Zeichentrickserien untypische Entwicklung der Figuren im Laufe der Episoden an; Futurama zeige „[…] eine Reihe von liebenswerten Charakteren, die sich im Laufe der Serie weiter entwickeln. Anders als bei den Simpsons bauen die einzelnen ‚Futurama‘-Folgen stärker aufeinander auf.“
Als Schwäche der Serie wird regelmäßig die starke Konzentration auf das Science-Fiction-Thema angeführt. Beispielsweise schreiben zwei andere Autoren der Tageszeitung Die Welt, ebenfalls im Vergleich mit den Simpsons: „Schließlich ist ‚Futurama‘ zwar die noch bessere Serie mit aufwendiger Computeranimation, digitalen Grafiken, extremen Kamerafahrten und dreidimensionaler Technik, aber Science-Fiction ist jedermanns Sache nicht.“ Der Spiegel schreibt in seiner Online-Ausgabe zu diesem Thema: „Eine intelligente, lustige Show – wie geschaffen für jeden Science-fiction-Nerd mit Affinität zum Comic. Die breite Masse zeigte sich jedoch ziemlich gleichgültig.“ In ähnlicher Weise urteilt das US-amerikanische Wired Magazine: “Futurama was never a mass market success […] It just attracted a niche of enthusiastic devotees.” (deutsch: „Futurama war nie ein Erfolg im Massenmarkt […] Es zog nur eine Nische begeisterter Anhänger an.“)

#### Kritik an der deutschen Synchronfassung
Einige Kritiker merken an, Futurama verliere in der deutschen Synchronfassung an Qualität, weil Übersetzungen fehlerhaft seien und weil Wortspiele aus dem Englischen nicht ins Deutsche übertragen werden könnten. Die Synchronisation steht über diese generelle Problematik der Synchronisation hinaus in der Kritik, weil manche Übersetzungsfehler so schwerwiegend und zugleich häufig unnötig seien, dass die Bedeutung der Aussagen im Deutschen vollständig verloren gehe. So wurde beispielsweise „Debugger“ mit „Entwanzer“ und „Cryogenics“ mit „Genetik“ übersetzt. Die Dialoge würden zudem oft streng Wort für Wort, aber nicht sinnerhaltend übersetzt. Einige Episodentitel enthielten im Englischen eine Anspielung auf bekannte Film- oder Buchtitel, die in den deutschen Titeln verloren gingen.
Zusätzlich würden einige Anspielungen, die im Original durch Akzentuierung ausgedrückt worden seien, in der deutschen Fassung nicht nachvollzogen. So fehlt in der deutschen Synchronisation beispielsweise Hermes Conrads jamaikanischer Akzent. Bei der Synchronisation der Filme wurde dies inzwischen berücksichtigt.

### Auszeichnungen
Futurama war für eine Vielzahl von Preisen nominiert und hat einige Auszeichnungen erhalten.

#### Emmy

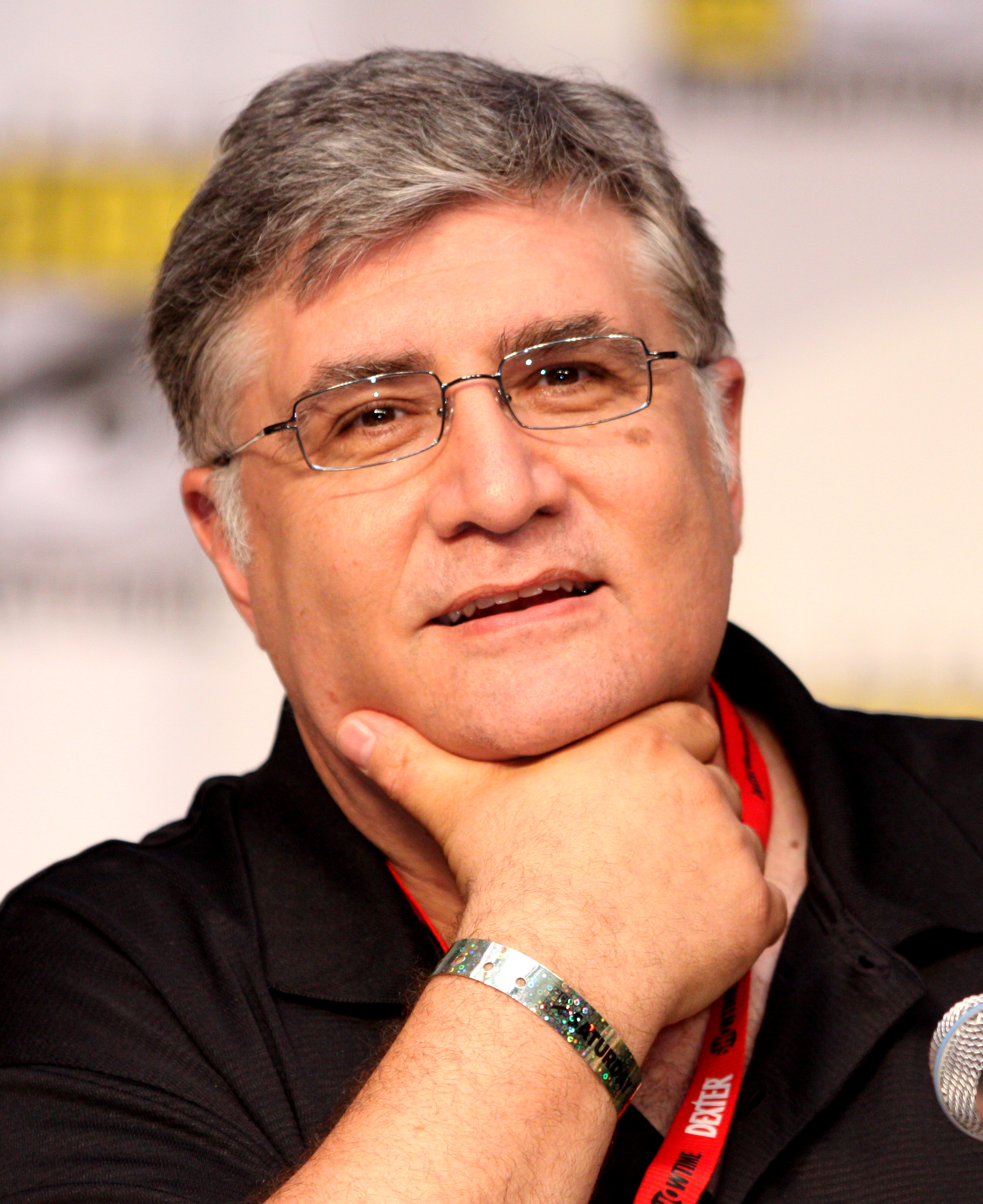
Maurice LaMarche (Foto von 2010) gewann mit Futurama zweimal in Folge den Emmy als bester Sprecher

Für den Emmy wurde die Serie bisher zwölfmal nominiert, sechsmal davon erfolgreich. Mit sieben der Nominierungen war Futurama als beste Animationsserie (Outstanding Animated Program, ehemals Outstanding Animated Program (For Programming One Hour or Less)) vorgeschlagen; in dieser Kategorie wurde sie zweimal ausgezeichnet.
| Tabellarische Übersicht über Emmy-Auszeichnungen und -Nominierungen | Tabellarische Übersicht über Emmy-Auszeichnungen und -Nominierungen | Tabellarische Übersicht über Emmy-Auszeichnungen und -Nominierungen | Tabellarische Übersicht über Emmy-Auszeichnungen und -Nominierungen | Tabellarische Übersicht über Emmy-Auszeichnungen und -Nominierungen |
| Jahr                                                                | Kategorie                                                           | Person                                                              | Episode                                                             | Ergebnis                                                            |
| ------------------------------------------------------------------- | ------------------------------------------------------------------- | ------------------------------------------------------------------- | ------------------------------------------------------------------- | ------------------------------------------------------------------- |
| 1999                                                                | Outstanding Animated Program (For Programming One Hour or Less)     | –                                                                   | Müll macht erfinderisch                                             | Nominiert                                                           |
| 2000                                                                | Outstanding Individual Achievement in Animation                     | Bari Kumar                                                          | Hochzeitstag auf Cyclopia                                           | Gewonnen                                                            |
| 2001                                                                | Outstanding Animated Program (For Programming One Hour or Less)     | –                                                                   | Amazonen machen Snu Snu                                             | Nominiert                                                           |
| 2001                                                                | Outstanding Individual Achievement in Animation                     | Rodney Clouden                                                      | Im Reich der Parasiten                                              | Gewonnen                                                            |
| 2002                                                                | Outstanding Animated Program (For Programming One Hour or Less)     | –                                                                   | Roswell gut – alles gut                                             | Gewonnen                                                            |
| 2003                                                                | Outstanding Animated Program (For Programming One Hour or Less)     | –                                                                   | Gebell aus der Steinzeit                                            | Nominiert                                                           |
| 2004                                                                | Outstanding Animated Program (For Programming One Hour or Less)     | –                                                                   | Der Stich                                                           | Nominiert                                                           |
| 2004                                                                | Outstanding Music and Lyrics                                        | Ken Keeler                                                          | Die Hände des Teufels für das Lied I Want My Hands Back             | Nominiert                                                           |
| 2011                                                                | Outstanding Animated Program                                        | –                                                                   | Die unglaubliche Reise in einer verrückten Zeitmaschine             | Gewonnen                                                            |
| 2011                                                                | Outstanding Voice-Over Performance                                  | Maurice LaMarche                                                    | Velrrrückt nach Ndndir                                              | Gewonnen                                                            |
| 2012                                                                | Outstanding Voice-Over Performance                                  | Maurice LaMarche                                                    | Das Schweigen der Klemmen                                           | Gewonnen                                                            |
| 2012                                                                | Outstanding Animated Program                                        | –                                                                   | Die Spitze des Zoidbergs                                            | Nominiert                                                           |

#### Annie

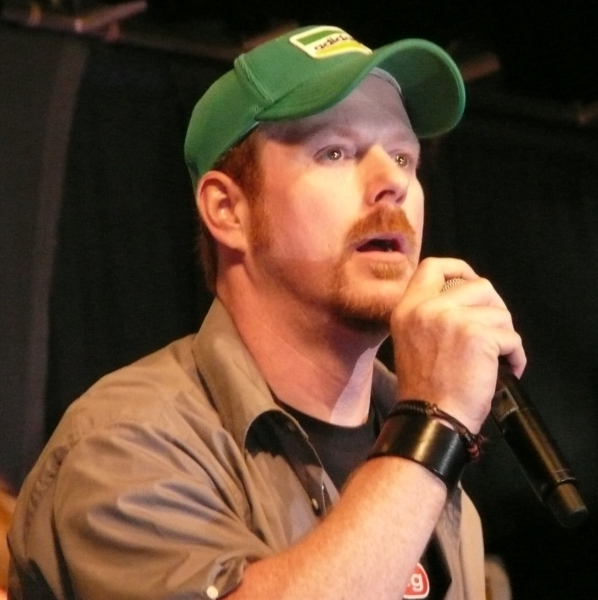
John DiMaggio, hier auf der Comic-Con 2007, wurde 2001 für seine Leistungen als Sprecher mit dem Annie Award ausgezeichnet

Futurama hat bisher sieben Annie Awards erhalten und war für 13 weitere nominiert. Abgesehen von je einer Auszeichnung für die Filme Bender’s Big Score, Die Ära des Tentakels und Leela und die Enzyklopoden wurde der Annie bisher nur für individuelle Leistungen an Einzelpersonen vergeben, obwohl die Serie bereits mehrfach als Gesamtwerk nominiert war, zuletzt als beste Animationsserie (Best Animated Television Production) im Jahr 2011 (Stand: 2012).
Außerdem wurde Matt Groening 2011 für sein Lebenswerk mit dem Winsor McCay Lifetime Achievement Award geehrt.
| Tabellarische Übersicht über Annie-Auszeichnungen und -Nominierungen | Tabellarische Übersicht über Annie-Auszeichnungen und -Nominierungen                                         | Tabellarische Übersicht über Annie-Auszeichnungen und -Nominierungen | Tabellarische Übersicht über Annie-Auszeichnungen und -Nominierungen      | Tabellarische Übersicht über Annie-Auszeichnungen und -Nominierungen |
| Jahr                                                                 | Kategorie | Person                                                               | Episode                                                                   | Ergebnis                                                             |
| -------------------------------------------------------------------- | --- | -------------------------------------------------------------------- | ------------------------------------------------------------------------- | -------------------------------------------------------------------- |
| 1999                                                                 | Outstanding Achievement in an Animated Television Program                                                    | –                                                                    | –                                                                         | Nominiert                                                            |
| 1999                                                                 | Outstanding Individual Achievement for Writing in an Animated Television Production                          | Ken Keeler                                                           | Sein erster Flug zum Mond                                                 | Nominiert                                                            |
| 2000                                                                 | Outstanding Achievement in a Primetime or Late Night Animated Television Program                             | –                                                                    | –                                                                         | Nominiert                                                            |
| 2000                                                                 | Outstanding Individual Achievement for Directing in an Animated Television Production                        | Brian Sheesley                                                       | Das merkwürdige Verhalten geschlechtsreifer Krustentiere zur Paarungszeit | Gewonnen                                                             |
| 2000                                                                 | Outstanding Individual Achievement for Directing in an Animated Television Production                        | Susie Dietter                                                        | Hochzeitstag auf Cyclopia                                                 | Nominiert                                                            |
| 2001                                                                 | Outstanding Achievement in a Primetime or Late Night Animated Television Production                          | –                                                                    | –                                                                         | Nominiert                                                            |
| 2001                                                                 | Outstanding Individual Achievement for Voice Acting by a Male Performer in an Animated Television Production | John DiMaggio                                                        | Bender – bis über beide Ohren                                             | Gewonnen                                                             |
| 2001                                                                 | Outstanding Individual Achievement for Writing in an Animated Television Production                          | Ron Weiner                                                           | Das Glück des Philip J. Fry                                               | Gewonnen                                                             |
| 2003                                                                 | Outstanding Achievement in an Animated Television Production                                                 | –                                                                    | –                                                                         | Nominiert                                                            |
| 2003                                                                 | Outstanding Directing in an Animated Television Production                                                   | Rich Moore                                                           | Roswell gut – alles gut                                                   | Gewonnen                                                             |
| 2004                                                                 | Outstanding Music in an Animated Television Production                                                       | Ken Keeler                                                           | Die Hände des Teufels                                                     | Nominiert                                                            |
| 2004                                                                 | Outstanding Writing in an Animated Television Production                                                     | Patric Verrone                                                       | Der Stich                                                                 | Nominiert                                                            |
| 2007                                                                 | Best Home Entertainment Production                                                                           | –                                                                    | Bender’s Big Score                                                        | Gewonnen                                                             |
| 2008                                                                 | Best Animated Home Entertainment Production                                                                  | –                                                                    | Die Ära des Tentakels                                                     | Gewonnen                                                             |
| 2009                                                                 | Best Home Entertainment Production                                                                           | –                                                                    | Leela und die Enzyklopoden                                                | Gewonnen                                                             |
| 2011                                                                 | Best Animated Television Production                                                                          | –                                                                    | –                                                                         | Nominiert                                                            |
| 2011                                                                 | Writing in a Television Production                                                                           | Michael Rowe                                                         |                                                                           | Nominiert                                                            |
| 2012                                                                 | Writing in Television Production                                                                             | Josh Weinstein                                                       | Dead Presidents                                                           | Nominiert                                                            |
| 2012                                                                 | Editing in Television Production                                                                             | Paul D. Calder                                                       | –                                                                         | Nominiert                                                            |
| 2013                                                                 | Outstanding Achievement, Writing in an Animated Television or other Broadcast Venue Production               | Eric Horsted                                                         | The Bots and the Bees                                                     | Nominiert                                                            |

#### WGA

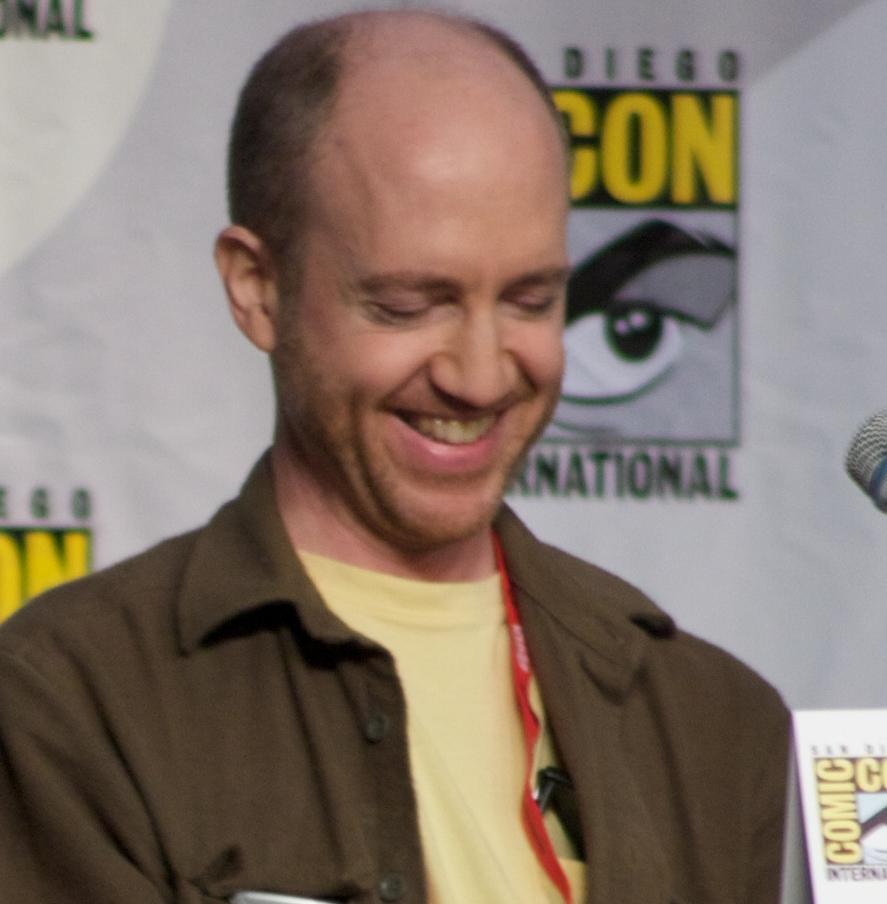
Für seine Drehbücher wurde Ken Keeler, hier auf der Comic-Con 2010, mit zwei WGA Awards geehrt; außerdem war er für einen Emmy und zwei Annie Awards nominiert.

Die Writers Guild of America zeichnete Ken Keeler 2003 für sein Drehbuch zur Episode Der göttliche Bender mit dem WGA Award in der Kategorie Animation aus. Im Folgejahr blieb es für seinen Kollegen Patric M. Verrone und die Episode Der Stich bei einer Nominierung in derselben Kategorie. 2011 waren sowohl Keeler als auch Verrone nominiert; mit dem Drehbuch zur Episode Im Körper des Freundes gewann Keeler die Auszeichnung ein zweites Mal. 2012 war Eric Rogers für das Drehbuch zur Episode Das Schweigen der Klemmen nominiert, der Preis ging allerdings an die vierfach nominierten Die Simpsons.

#### Weitere Ehrungen
2004 war Autor David A. Goodman mit der Episode Der letzte Trekki für einen Nebula Award für das beste Drehbuch nominiert, die Ehrung wurde jedoch an die Drehbuchautoren von Der Herr der Ringe: Die zwei Türme vergeben.
Für die Aufarbeitung von ökologischen Themen wurde Futurama bereits zweimal mit dem Environmental Media Award geehrt, den die US-amerikanische Environmental Media Association seit 1991 für Filme oder Fernsehsendungen vergibt, die das Umweltbewusstsein fördern. Im Jahr 2000 wurde die Episode Kennen Sie die Popplers? ausgezeichnet, im Jahr 2012 die Folge Das Feiertagsspektakel.
Die britische Ausgabe des Internet-Bewertungsportals IGN wählte Futurama im Januar 2008 auf Platz 8 der Top 100 Animated TV-Series.
Wegen der vielen Auszeichnungen, die Futurama bislang erhalten hat, zeichnete das Guinness-Buch der Rekorde Futurama auf der San Diego Comic-Con International 2010 als gegenwärtig von Kritikern am besten bewertete Zeichentrickserie (Current Most Critically-Acclaimed Animated Series) aus.

### Resonanz in der Gegenwartskultur
Matt Groenings Hauptwerk Die Simpsons – das sich kein Serienuniversum mit Futurama teilt – enthält einige Referenzen auf Futurama. In der Episode Der große Nachrichtenschwindel springt ein Teenager offensichtlich in Selbstmordabsicht einen Abgrund hinunter, wobei er schreit: “Why did they cancel Futurama?” (deutsch: „Warum wurde Futurama abgesetzt?“) Bender hat mehrere Gastauftritte in der Serie, den wohl markantesten in der Episode Future-Drama, deren Titel schon auf Futurama anspielt. Als Matt Groening in der Episode Hochzeit auf Klingonisch auftritt, wird er als der Schöpfer von Futurama vorgestellt; in der gleichen Rolle wird er von Homer Simpson in der Episode Die wilden 90er erwähnt. Die Episode Der unerschrockene Leibwächter zeigt ein Futurama-T-Shirt bei einer Science-Fiction-Convention.
Al Gores zweifach oscar-prämierter Umwelt-Dokumentarfilm Eine unbequeme Wahrheit verwendet einen Ausschnitt der Futurama-Episode Die stinkende Medaille der Umweltverschmutzung, um auf ungewöhnliche Weise zu erklären, was globale Erwärmung ist. Der Film wurde außerdem mit einem Zeichentrick-Spot namens A Terrifying Message from Al Gore beworben, in dem sich Bender mit dem Futurama-Alter-Ego Al Gores unterhält. Das Futurama-Team revanchierte sich damit bei Gore für mehrere Gastauftritte. Während die Stimmen der meisten Politiker in Futurama von der Stammbesetzung imitiert werden, hatte Gore, dessen Tochter Kristin Gore Cusack für Futurama arbeitete, sogar während seiner Amtszeit als Vizepräsident der Vereinigten Staaten seiner gezeichneten Version selbst die Stimme geliehen. Dies war das erste Mal, dass ein prominenter Politiker tatsächlich seinem Cartoon-Alter-Ego die Stimme geliehen hatte.
In Anspielung auf Frys Verschwinden im zwanzigsten Jahrhundert zeigt die animierte Stop-Motion-Serie The PJs Fry als vermisste Person auf einem Milchkarton – eine in den USA gängige Methode, die Suche nach vermissten Kindern zu unterstützen. Damit zeigten sich die Macher der PJs dafür erkenntlich, dass eine Werbung für ihre Serie auf den Kanaldeckeln in Futurama  zu sehen ist.
In Comics und im Zeichentrick werden Futurama-Charaktere immer wieder durch kleine Gastauftritte geehrt. Beispielsweise ist Bender in der Family-Guy-Episode Blue Harvest, einer Hommage an Star Wars, trinkend in einer Bar zu sehen, und Dr. Zoidberg hat Gastrollen bei Daffy Duck in Looney Tunes sowie in einer Ausgabe der Action Comics. Auch das Magazin MAD hat Futurama mehrfach parodiert. Der oscar-prämierte animinerte Kurzfilm Logorama, der aus Logos zusammengesetzt ist, zeigt neben den Zeichen von rund 2500 Marken aus der echten Welt auch das Logo des Futurama-Softdrinks Slurm.
Ein Easter Egg im Webbrowser Firefox (ab Version 3) enthält eine Anspielung auf Benders Catchphrase “Bite my shiny metal ass” (wörtlich: „Beiß in meinen glänzenden Metallarsch“): Wird in die Adresszeile about:robots eingegeben, wird eine scheinbare System-Meldung mit Anspielungen auf verschiedene Roboter in der Popkultur angezeigt. Die letzte lautet: “Robots have shiny metal posteriors which should not be bitten.” (Deutsch wörtlich: „Roboter haben glänzende Metall-Hinterteile, die nicht gebissen werden sollten.“)

## Adaptionen

### Comics
Am 22. November 2000 erschien in den USA die erste Ausgabe der Futurama Comics bei Matt Groenings Comic-Verlag Bongo Comics. Mit Bill Morrison als Creative Director und Nathan Kane als Art Director fand Groening zwei bewährte Verantwortliche für die Comicreihe: Beide arbeiteten in dieser Aufgabenteilung schon für die Simpsons Comics, Morrison war außerdem als Art Director für den Erfolg der Futurama-Fernsehserie verantwortlich. Die Inhalte der Comics rankten sich um die Protagonisten der Fernsehserie. Sie erzählten neue Geschichten, die nicht von der Fernsehserie übernommen werden. Im Februar 2017 wurde der Comic eingestellt.
In Deutschland erschienen die Comics ab Oktober 2001 zunächst beim Dino Verlag. Anfang 2003 wurde dieser vom Panini Verlag übernommen, der die Serie fortsetzte. Die Bände erschienen vierteljährlich im Vierfarbdruck im Format 17,0 × 26,0 cm und sind 36 Seiten stark. Panini stellte die deutschsprachige Comic-Version im September 2015 mit Heft #59 ein. Ab Oktober 2002 war die Serie auch in Großbritannien, Irland und Australien erhältlich.

### Videospiele
Unique Development Studios erwarb 2000 die Lizenz, Futurama-Videospiele für Computer, Konsolen und Handhelds zu entwickeln. Die Spiele sollten in Nordamerika von Fox Interactive und andernorts von Unique Development Studios vertrieben werden, letztlich übernahmen aber Sierra Entertainment und SCi Entertainment den Vertrieb des Spiels, das im August 2003 veröffentlicht wurde und als Name schlicht „Futurama“ trägt. Es ist für PlayStation 2 und Xbox erhältlich. Kritiker reagierten auf beide Versionen verhalten. Die Pläne für eine GameCube-Version wurden nicht realisiert. Für die grafische Darstellung des Spiels wird Cel Shading verwendet, um dem Aussehen der Fernsehserie nahezukommen. Die Figuren wurden – im englischen Original, wie in den deutschen, französischen, italienischen und spanischen Synchronfassungen – von den Sprechern der Fernseh-Pendants vertont. Der Spieler schlüpft am Schauplatz der Fernsehserie in die Rollen von Fry, Bender, Leela und Dr. Zoidberg. Ziel des Third-Person-Shooters ist, den Verkauf von Planet Express an die Monopolistin Mom zu verhindern, die andernfalls die Erde versklavt und zu einem gigantischen Schlachtschiff umbaut, um das Universum zu erobern. Die Zwischensequenzen des Spiels wurden von J. Stewart Burns verfasst, einem Autor der Serie, dessen Drehbuch für die Episode Roswell gut – alles gut mit dem Emmy ausgezeichnet wurde. Wer alle Zwischensequenzen freigespielt hat, kann sie sich hintereinander ansehen. Zusammengenommen entsprechen sie in Länge und Dramaturgie einer Futurama-Episode. Sie zählt unter dem Titel Futurama: The Lost Adventure als „73. Episode der Originalserie“, so David X. Cohen, zum Bonusmaterial der DVD Die Ära des Tentakels.
Im Sommer 2017 wurde für Android und IOS die App Futurama: Worlds of Tomorrow veröffentlicht.

### Merchandise
Neben den Umsetzungen in verschiedenen Medien wurde eine Vielzahl unterschiedlicher Lizenzartikel zu Futurama veröffentlicht. Darunter finden sich Kleidungsstücke, Poster, Blechschilder, Kühlschrankmagneten, Kalender, Karten-, Würfel- und Brettspiele und diverse Sammel- und Spielfiguren. Erhältlich ist auch ein Energy-Drink mit dem Namen und Logo von Slurm.

## Trivia
In der Folge Im Körper des Freundes der Episode 10 von Staffel 6 wird ein mathematischer Beweis geführt, der vormalig nicht publiziert war.